# Histoire de la pomme de terre

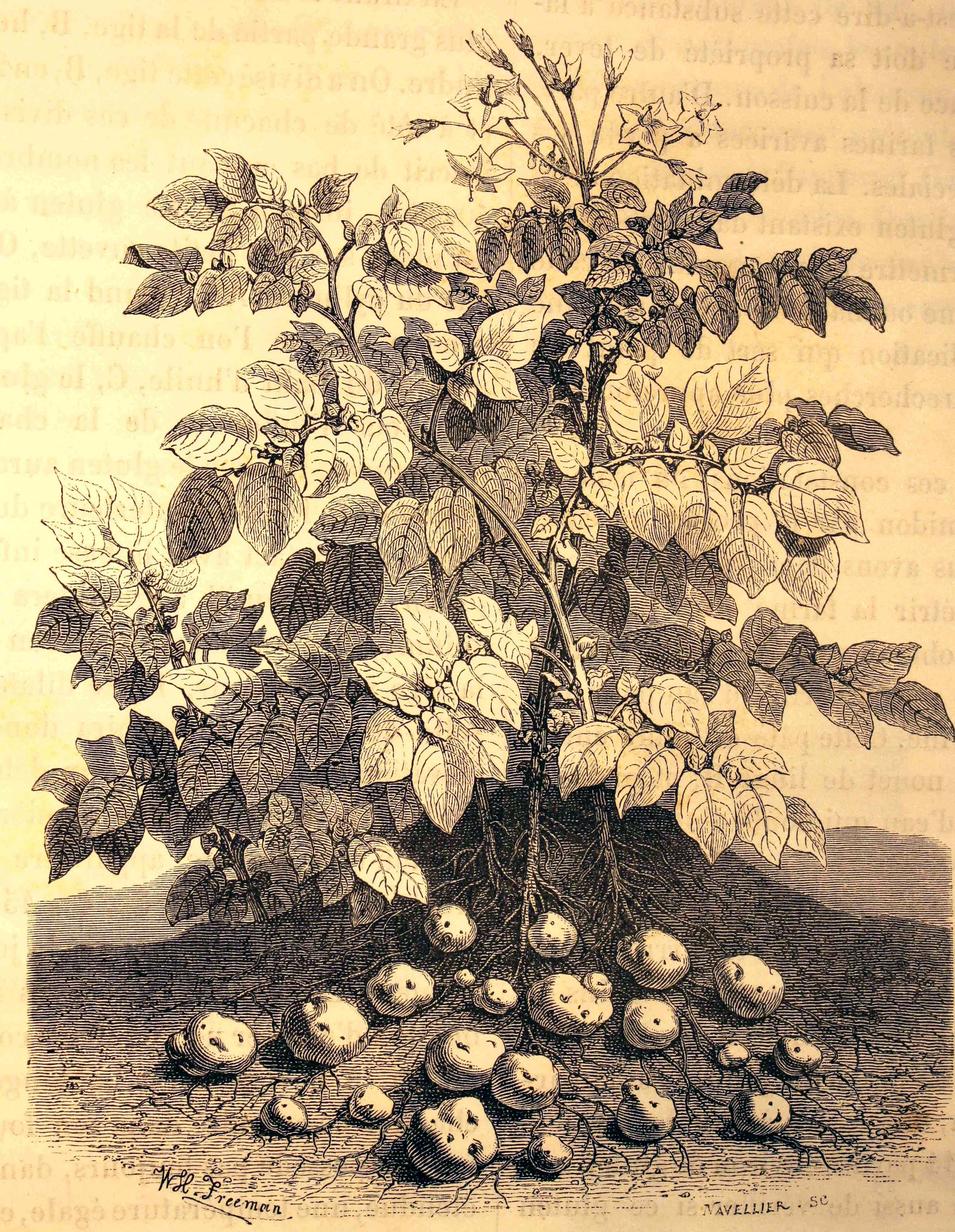
Représentation au XIXe siècle.

L'histoire de la pomme de terre (Solanum tuberosum) commence avec celle des Amérindiens qui vivaient il y a plus de 10 000 ans dans la zone côtière de l'actuel Pérou et au sud-ouest de l'Amérique latine.
Ces chasseurs-cueilleurs du Néolithique ont doucement appris à la domestiquer et à traiter ses propriétés toxiques. Il y a 8 000 ans, sur l'Altiplano andin, dans la région du lac Titicaca, cette domestication a abouti à des pratiques rationnelles de culture et de conservation.
Au XVIe siècle, à l'arrivée des Conquistadors lors de la colonisation espagnole des Amériques, la pomme de terre, avec le maïs, est à la base de l'alimentation de l'ensemble de l'empire Inca et des populations vivant dans les régions voisines.
Après leur découverte par les Conquistadors, les tubercules sont embarqués à bord des galions comme vivres de soute, et les explorateurs du « Nouveau Monde » les débarquent dans les ports d'Espagne et d'ailleurs. De là, la pomme de terre part à la conquête de l'Europe et du monde.
Objet de curiosité des botanistes et des rois, remède à certaines maladies pour les ecclésiastiques, elle n'est pas tout de suite considérée comme pouvant servir à l'alimentation des humains. Dans le sud de l’Europe, elle circule de cour en couvent, d'Espagne en Italie (appelée taratuffi et tartuffoli dans les Alpes italiennes), Piémont-Sardaigne, Savoie (appelée cartoufle) puis vers l'Autriche, d’Angleterre vers l'Irlande et les Flandres, mais il faudra attendre le début du XVIIe siècle pour qu'elle commence à être sporadiquement cultivée.
Sa conquête du territoire européen s'accélère alors, poussée dans les campagnes par les famines et les guerres. Pour l'aider dans cette conquête, sa diversité allélique naturelle lui permet de rapidement adapter son horloge circadienne aux saisons et aux climats des latitudes du « vieux continent ».
Au XVIIIe siècle, dans tout le vieux continent, jusqu'aux confins de la Russie, un véritable engouement se développe pour ce tubercule facile à cultiver et à conserver, et qui permet à l’Europe d'espérer la fin des famines. La culture de la pomme de terre, en libérant le peuple des disettes, renforce les États, nourrit leurs soldats et accompagne leurs armées dans des conquêtes plus lointaines. Au XIXe siècle, la force et la stabilité alimentaire acquises grâce à la pomme de terre offrent aux empires coloniaux la possibilité de s'étendre et de dominer une grande partie du monde.
La pomme de terre devient le principal soutien de la révolution industrielle, offrant une nourriture économique aux ouvriers toujours plus nombreux à se presser dans les villes, au plus près des usines.
« Le fer était entré au service de l'homme, la dernière et la plus importante de toutes les matières premières
qui jouèrent dans l'histoire un rôle révolutionnaire, la dernière... jusqu'à la pomme de terre. » écrit Friedrich Engels en 1884 dans L'Origine de la famille, de la propriété privée et de l'État.

## Origines

Aire d'origine de la pomme de terre cultivée.

La pomme de terre est originaire des Andes où elle a été domestiquée et cultivée depuis l'époque néolithique dans la zone côtière de l'actuel Pérou, à la fin de la dernière période glaciaire alors que l'Altiplano était encore en partie recouvert par les glaces.
Dans les grottes de Tres Ventanas situées à 2 800 mètres d'altitude dans le canyon Chilca à 65 km au sud-est de Lima, ont été mis au jour les plus anciens restes de tubercules de pommes de terre cultivées datant d'environ 8000 av. J.-C. On y a aussi découvert des spécimens de haricot, haricot de Lima, piment, oca et ulluque.
Des découvertes similaires ont été faites sur des sites archéologiques situés le long de la côte péruvienne, depuis Huaynuma dans la vallée de Casma (région d'Ancash, à 360 km au nord de Lima), jusqu'à La Centinela dans la vallée de Chincha située à 200 km au sud de Lima.

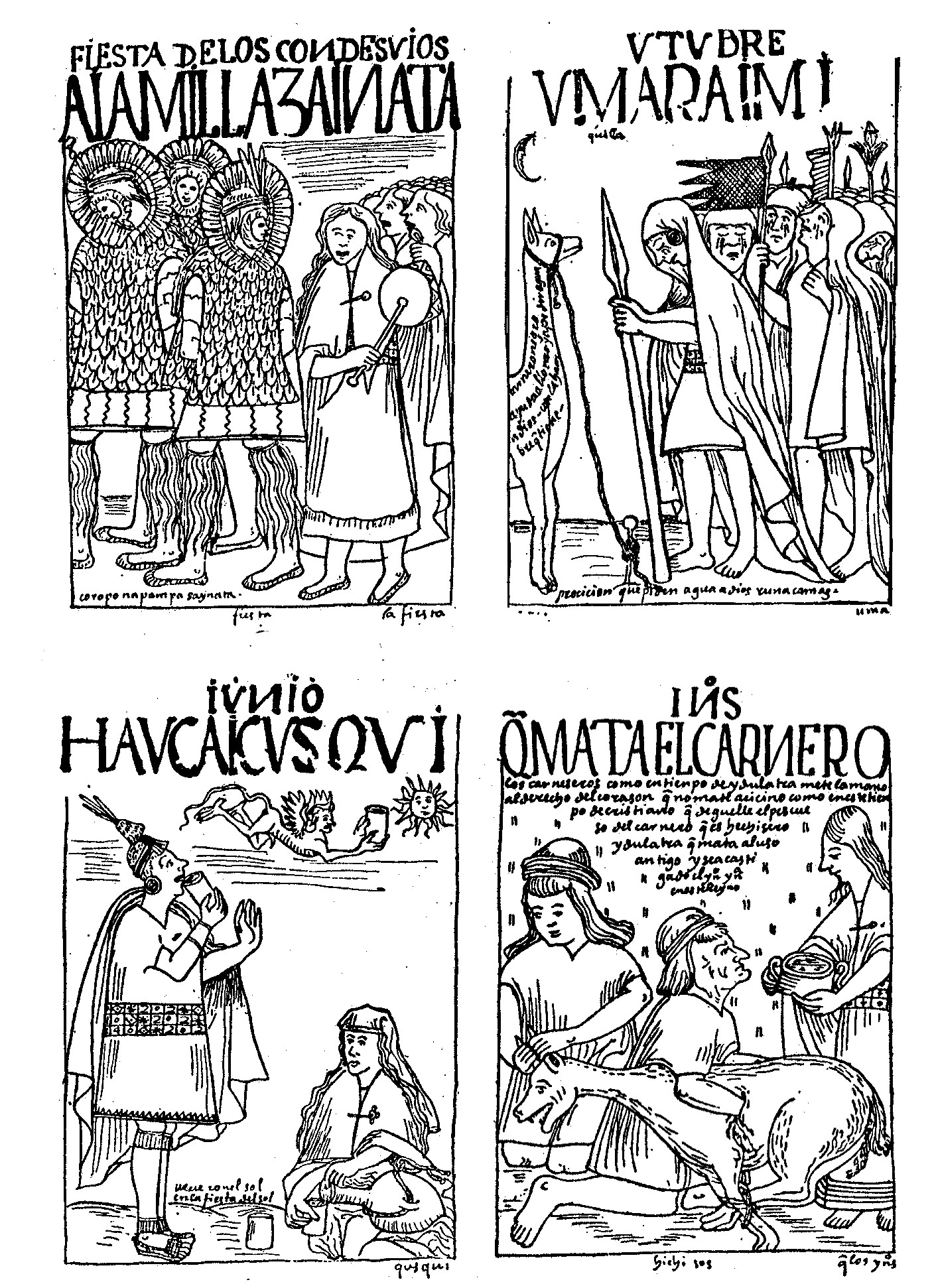
Cérémonies Incas, d'après Felipe Guaman Poma de Ayala, El primer nueva corónica y buen gobierno (1615).

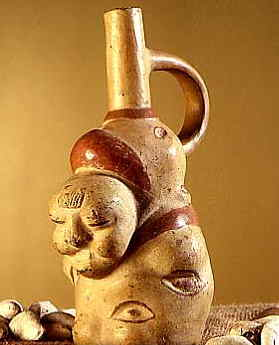
Axomama, déesse de la pomme de terre, Mochica, Pérou.

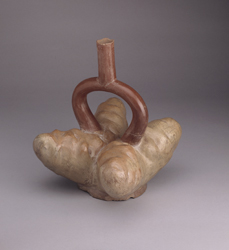
Céramique pomme de terre de la culture Mochica (musée Larco, Lima).

Un spécimen de Solanum maglia, espèce de pomme de terre sauvage, datant de 13000 av. J.-C., a été identifié sur le site archéologique de Monte Verde, près de Puerto Montt dans le sud du Chili. Sûrement consommée mais non cultivée, elle est la plus ancienne espèce connue ayant pu servir à l'alimentation humaine. Cette découverte tend à confirmer cette région comme étant le berceau de la pomme de terre.

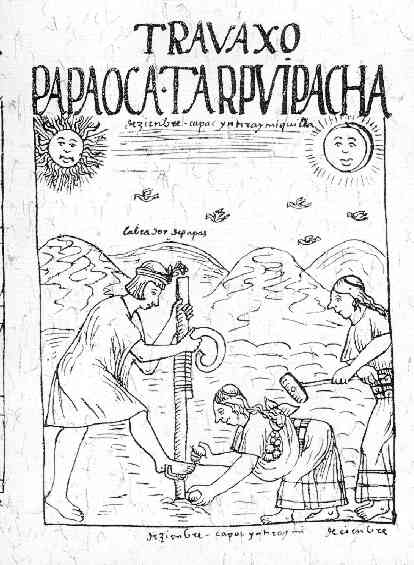
Plantation de pommes de terre à l'aide de la chaquitaclla (Felipe Guaman Poma de Ayala : El primer nueva corónica y buen gobierno 1615-1616).

Après une longue période d'appropriation, alors que la région côtière connaît un climat de plus en plus aride, c'est sur l'Altiplano, autour du lac Titicaca, chez les Tiwanaku que la domestication de la pomme de terre voit son premier accomplissement, par la rationalisation d'un processus de détoxification permettant de faire baisser les taux de glycoalcaloïdes présents naturellement dans la plante, notamment celui de l’α-solanine, toxique pour l'homme et présente en grande quantité quand le tubercule se développe en altitude car les glycoalcaloïdes lui permettent de résister au gel. Ces techniques de conservation sont mises en pratique depuis plus de 4 000 ans par les peuples de l'Altiplano ; elles consistent en une suite d'opérations de lessivage, de séchage au soleil puis de congélation dans la glace. Vers 1500 av. J.-C. ces techniques de conservation sont perfectionnées par les agriculteurs Tiwanaku parvenus à cette rationalisation : le lessivage et le séchage fait baisser les taux de solanine, et la cuisson des pommes de terre congelées fait baisser les taux des inhibiteurs de protéinase et lectines nuisibles à sa digestion par l'homme et les animaux. Les Quechuas pratiquent encore de nos jours des techniques de conservation de la pomme de terre similaires, le Chuño, aux propriétés également détoxifiantes.
C'est aussi dans les Andes, que l'on observe encore aujourd'hui la plus grande variabilité génétique des espèces et variétés de solanées tubéreuses, avec plus de cent espèces sauvages et plus de 400 variétés indigènes de pommes de terre cultivées.
Les poteries ayant pour thème la pomme de terre, découvertes dans la région, témoignent de l'importance qu'a pu revêtir sa domestication pour les cultures qui s'y sont succédé. Ces poteries, qui s'échelonnent du IIe siècle au XVIe siècle, de l'ère Nazca à la fin de l'ère Inca, figurent les tubercules de manière très réaliste, puis celles-ci évoluent jusqu'à prendre la forme de créatures humaines ou animales, sur lesquelles sont toujours représentés les « yeux » des pommes de terre de façon de plus en plus stylisée.
Au sud du Pérou, à Cuzco, à l'arrivée des Espagnols qui ravagèrent la ville en 1534, la plantation des papas faisait l'objet d'une cérémonie rituelle. Les grands prêtres du temple du Soleil en ordonnaient la plantation, au commencement de la saison des pluies, lorsque les premières pousses de maïs, semés en septembre, atteignaient un centimètre. Les hommes creusaient le sol avec la chaquitaclla, outil agricole encore en usage aujourd'hui dans les Andes, et les femmes plantaient les semences. Au cours d'une cérémonie publique qui rassemblait toute la population : des lamas étaient sacrifiés pour s'attirer la bienveillance de Axomama, la déesse mère des pommes de terre très vénérée dans le panthéon des dieux incas. On y dansait et on y buvait de la chicha pour fêter l'arrivée de la pluie. Les papas étaient récoltées en juin.

## Découverte par les Européens

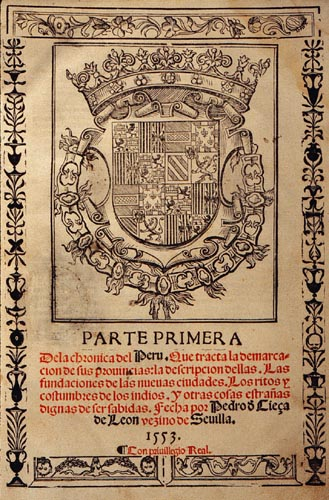
La première partie des Crónicas del Perú de Pedro Cieza de León (1553).

À l'arrivée des Espagnols en Amérique du Sud, la pomme de terre était cultivée principalement dans l'empire Inca dont elle était l'un des aliments de base. Elle l'était également au nord de l'empire chez les Chibcha (actuelle Colombie), sous le nom de iomza, et au sud par les Mapuches (actuel Chili) qui la nommaient poñi.

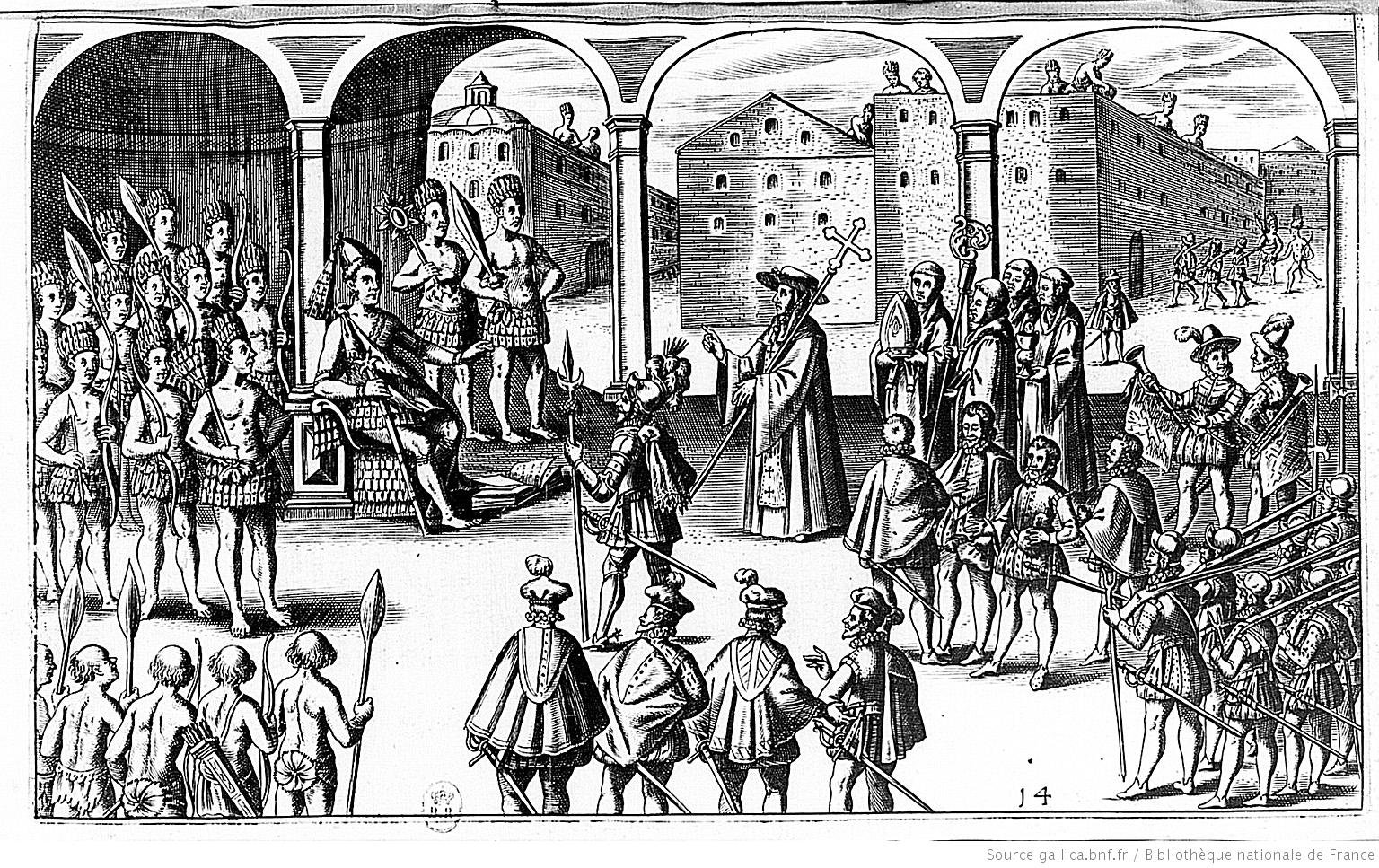
Attabalipa, l'empereur des Incas, 1532.

Il est fort probable que Francisco Pizarro et ses hommes ont eu contact avec le tubercule et même mangé des pommes de terre lors de leur expédition au Pérou dès 1532. Toutefois il n'en existe aucune relation écrite.
Le chroniqueur espagnol Juan de Castellanos, arrivé en Colombie en 1544 où il meurt en 1607, narre dans ses Êlegías (1601, publiées à Madrid en 1886 dans Historia del Nuevo Reino de Granada (es)) la découverte des pommes de terre faite en 1537. Il rapporte que celles-ci, qu'il appelle turmas (truffes), étaient cultivées chez les indiens Moscas (Chibchas) dans la région de Neiva (Colombie) : leur découverte a lieu au cours de l'expédition menée par Gonzalo Jiménez de Quesada à partir de 1535 en Colombie et qui aboutit à la fondation de Bogota le 6 août 1538,.
Pedro de Cieza de León, qui voyagea en Colombie et au Pérou entre 1536 et 1551, signale la pomme de terre en 1553, sous le nom papa, dans Crónicas del Perú. Il y rapporte aussi la façon qu'ont les Indiens de la faire sécher au soleil pour la conserver et que le tubercule (qui ressemble à une « truffe de terre » : turma de tierra) une fois sec se nomme le chuño. («El principal mantenimiento dellos es papas, que son como turmas de tierra, y éstas las secan al sol y guardan de una cosecha para otra; y llaman a esta papa, después de estar seca, chuno»)
Une autre description de la papa est publiée en 1557 par Jérôme Cardan (Hieronymus Cardanus), un des plus illustres savants italiens du XVIe siècle, dans son De Rerum varietate. Il n'a jamais séjourné en Espagne et la pomme de terre est alors inconnue dans son pays. Sa description aura sans doute été inspirée par les Crónicas del Perú de Pedro de Cieza.
« À Colla ou pays du Pérou, la papa est un genre de tubercule, utilisé pour faire du pain, il se développe  dans le sol : c'est que partout la nature se soucie avec sagesse de toutes les nécessités. Les papas sont séchées et ensuite appelée ciuno. Certaines personnes ont trouvé le moyen d'en tirer des profits en transportant uniquement cette marchandise vers la province de Potosi. Ils disent que cette racine porte une plante similaire à celle de l'Argemone. Elles ont la forme de châtaignes, mais ont un goût plus agréable : elles sont consommées cuites ou transformées en farine. On les trouve aussi chez les autres peuples de cette Chersonèse (?), ainsi que parmi les habitants de la province de Quito. »
En 1589, le missionnaire et naturaliste José de Acosta, qui séjourna dans les Andes de 1569 à 1585, évoque la culture de la pomme de terre (papas) dans son ouvrage Historia natural y moral de las Indias (Livre quatrième, chapitre XVII). Il note la façon qu'ont les Indiens de la conserver (chuño) et il indique aussi que la pomme de terre sert à fabriquer une sorte de pain.

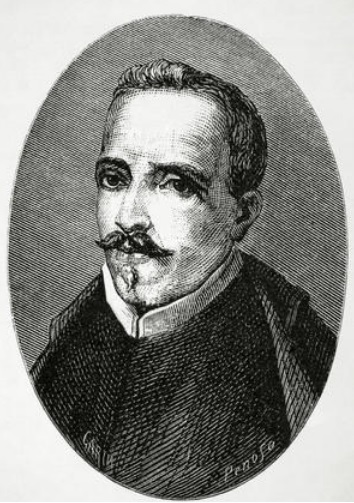
Gómez Suárez de Figueroa dit Inca Garcilaso de la Vega

Puis en 1609, Gómez Suárez de Figueroa, dit Inca Garcilaso de la Vega dans ses Comentarios Reales de los Incas, décrit la pomme de terre et donne le détail de sa méthode de conservation :

« Dans toute la province des Collas, sur une étendue de plus de cent cinquante lieues, le maïs ne pousse pas, parce que le climat est trop froid. On récolte quantité de quinoa, qui est comme du riz, et d'autres graines et légumes qui fructifient sous la terre : parmi eux il y en a un qu'ils appellent papa : il est rond et fort sujet à se corrompre à cause de son humidité. Pour empêcher que cela n'arrive, ils mettent les papas sur de la paille, car on en trouve d'excellente dans cette contrée; ils les exposent à la gelée pendant plusieurs nuits; en effet, pendant toute l'année, il gèle fort dans cette province; et pendant que le gel les a brûlées comme si elles avaient cuit, ils les recouvrent de paille et les pressent doucement pour en faire sortir l'humidité qui leur est naturelle ou que la gelée leur cause. Puis ils les mettent au soleil et les préservent du serein jusqu'à ce qu'elles soient entièrement desséchées. Préparée de cette façon, la papa se conserve longtemps, et prend le nom de chuño. C'est ainsi qu'ils séchaient les pommes de terre qu'ils récoltaient sur les terres du Soleil et de l'Inca, et ils les conservaient dans les magasins avec les autres légumes et graines. »

## Introduction et diffusion en Europe
On ne dispose sur les conditions et la chronologie des évènements marquant son arrivée en Europe que d'informations fragmentaires, issues des récits des explorateurs ayant parcouru le Nouveau Monde à partir du XVIe siècle. En deux siècles, la pomme de terre va conquérir le Vieux Continent, propagée d'abord depuis l'Espagne puis l'Angleterre, au gré des famines ou des guerres, comme celles de Trente Ans et de Sept Ans, et avec le concours d'ecclésiastiques de haut rang.
Jusqu'au milieu du XVIe siècle, la pomme de terre, considérée plus comme une médecine que comme un aliment, va rester cantonnée autour des couvents, des cours royales, des jardins de botanistes, et il faudra que l'Europe subisse les nombreuses disettes et les guerres qui vont l'accabler pendant les XVIIe siècle et XVIIIe siècle pour que sa culture et sa consommation, remèdes aux famines, se développent malgré les préjugés et les superstitions qui lui sont attachés. Au Cinquecento, par exemple, la pomme de terre va être classée avec les truffes ou la mandragore au plus bas de l'échelle des êtres vivants dans la scala naturæ, parmi les plantes souterraines, considérées comme impures et impropres à la consommation humaine. Se développant sous la terre, dans le Sheol, les plantes souterraines sont synonymes de mortification alimentaire et de pénitence.
Dans la culture populaire, elle gardera ce rang dans l'échelle de la nature jusqu'au milieu du XVIIe siècle, comme le fait en 1675 Johannes Franciscus Van Sterbeeck dans son Theatrum fungorum.

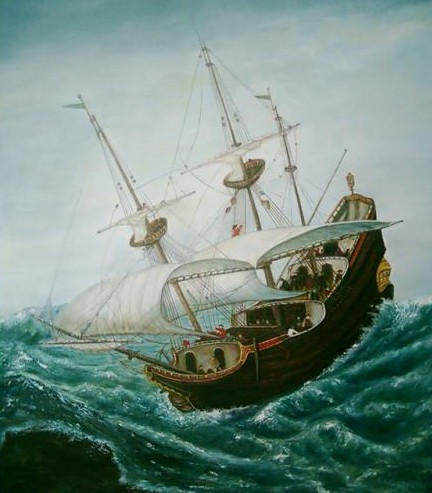
Galion (anonyme).

### Premières introductions
Tout concorde pour affirmer que la pomme de terre a d'abord été introduite en Espagne par les conquistadors, et, très peu de temps après, dans les îles Britanniques par Sir Francis Drake.
Les caraques puis les galions qui ramènent en Espagne les denrées en provenance des colonies espagnoles des Amériques, dont les pommes de terre et leurs premières semences, embarquent leur cargaison depuis le port de Carthagène des Indes. Pour effectuer la traversée de retour vers l'Espagne et les ports de Cadix et de Séville d'où ils sont partis au printemps de l'année précédente pour un voyage transatlantique d'environ un mois, portés par les alizés, les navires de la carrera de Indias devaient quitter les parages des Caraïbes avant la fin du mois de juin et la période des cyclones. Après une dizaine de semaines de traversée océanique, ils atteignaient les îles Canaries où ils faisaient escale, puis gagnaient les côtes espagnoles sous l'escorte de l'Armada de la mer Océane en une dizaine de jours,.
D'après les travaux de J. G. Hawkes (1915-2007), spécialiste de l'évolution et de la génétique de la pomme de terre, elle aurait été débarquée en tout premier lieu dans les îles Canaries vers 1562, trente ans environ après sa découverte probable par Pizarro.
Un connaissement trouvé dans les archives du notaire public de la Palmas, Lorenzo Palenzuela, indique une expédition depuis la Grande Canarie de barils de pommes de terre en partance vers Anvers le 28 novembre 1567.
Plus tard, en 1574 une autre cargaison de deux barils de patates et de huit autres d'eau-de-vie, à destination de Rouen, fera l'objet d'un connaissement rédigé par le notaire public Luis de Balboa.
Toutefois il s'agit de quantités minimes, un baril représentant environ un volume de 120 ℓ et rien n'indique que les pommes de terre aient fait l'objet d'un commerce particulier à l'époque et au siècle suivant.
En 2006 des analyses ADN sont menées sur les microsatellites et les chloroplastes de plus de 150 variétés traditionnelles de pommes de terre des îles Canaries et d'Amérique du Sud : les résultats de ces recherches ont été croisés avec des données historiques, moléculaires et agronomiques et vont dans le sens des hypothèses de Hawkes.

### Premières descriptions botaniques

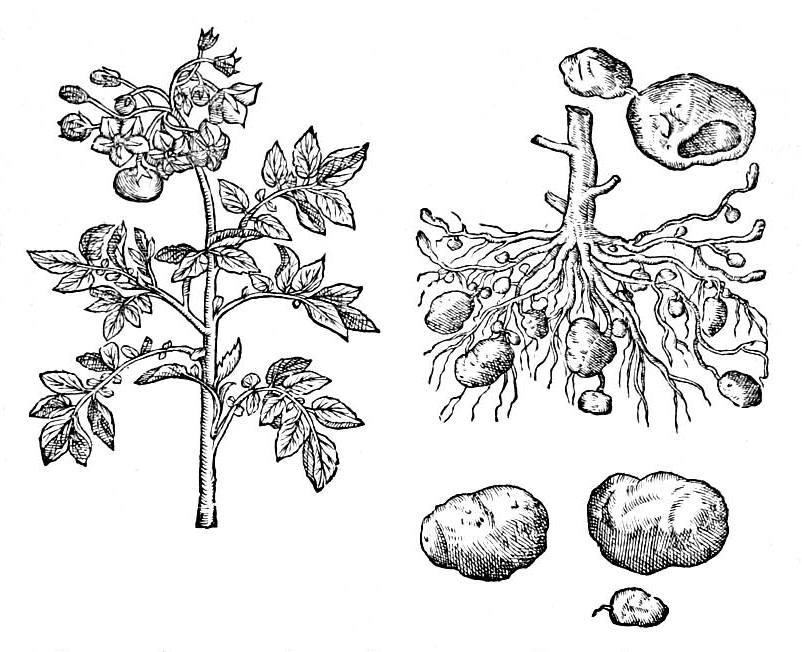
Illustration extraite de Rariorum plantarum historia (1601) de Charles de l'Écluse.
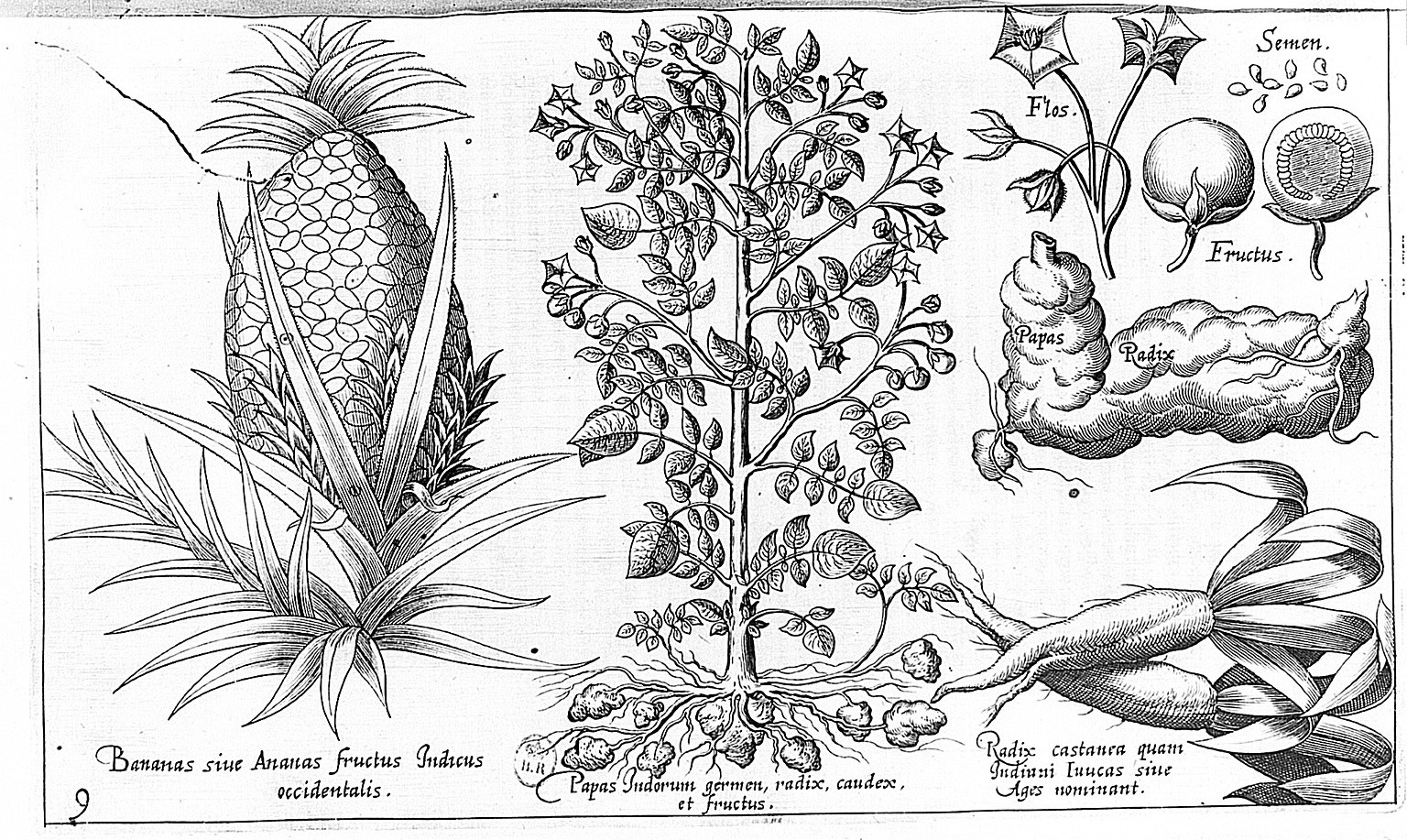
La Papas Indorum dans Nova typis transacta navigatio novi orbis Indiæ occidentalis (1621)[32].
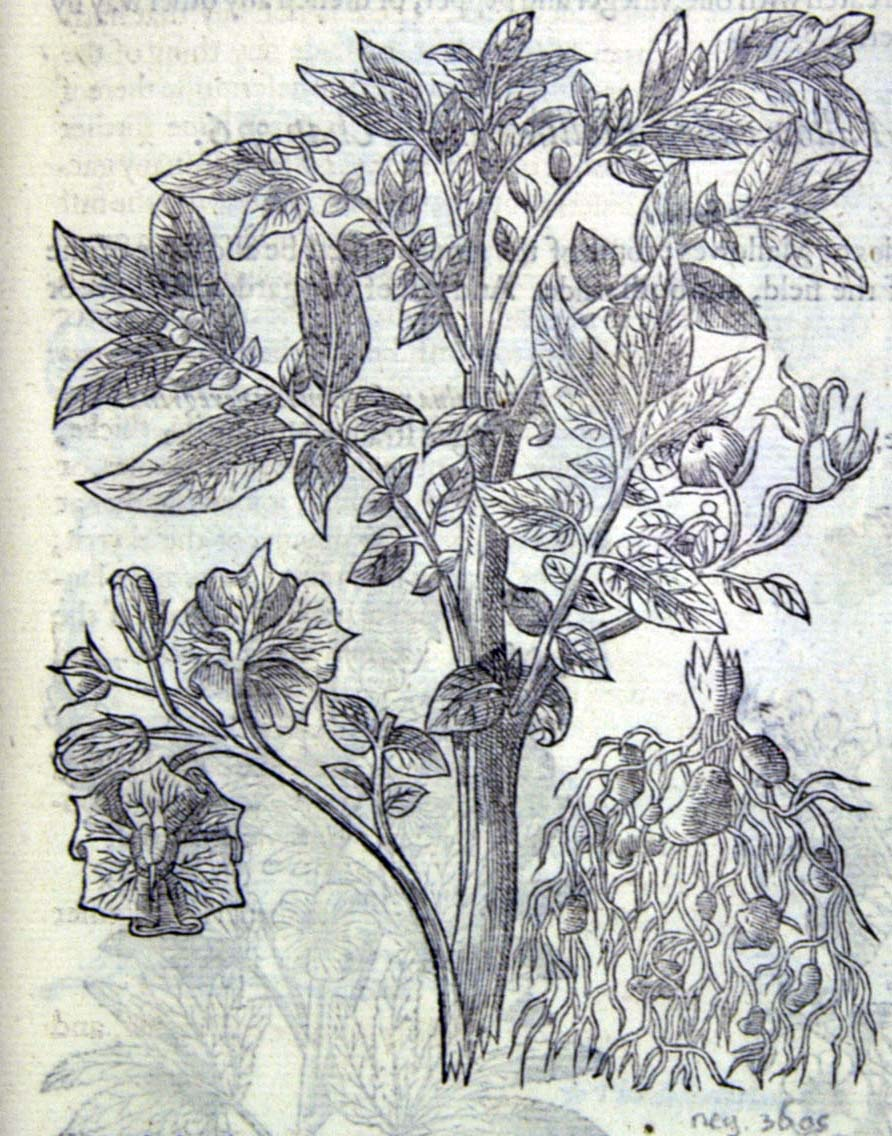
Illustration de The Herball or Generall Historie of Plantes (1633), de John Gerard.
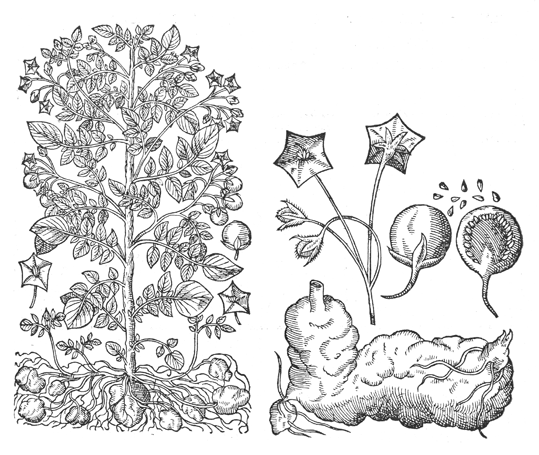
Illustration extraite de Theatri botanici (1671), de Gaspard Bauhin.
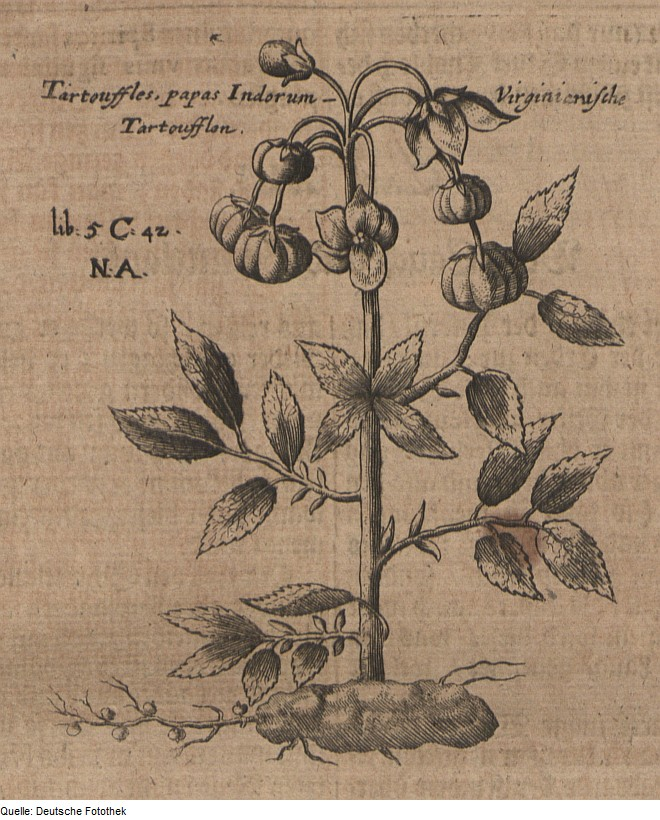
Illustration extraite de Georgica Curiosa Aucta (1695) de Wolf Helmhardt von Hohberg (de).

C'est au botaniste bâlois Gaspard Bauhin qu'on doit la première publication en 1596 d'une description botanique dans son ouvrage Phytopinax seu Enumeratio plantarum Il la rapproche des Solanum, « en raison de la ressemblance de ses feuilles et de ses fruits avec la Tomate, et de ses fleurs avec l’Aubergine, ainsi que pour sa semence qui est celle des Solanum, et pour son odeur forte qu’elle a de commun avec ces derniers » : il lui attribue le nom de Solanum tuberosum. Il y cite aussi l'appellation italienne du tubercule Tarutffoli.
Il étend le nom de laSolanum tuberosum en 1620 dans Prodromos Theatri Botanici, puis en 1623 dans Pinax theatri botanici, en Solanum tuberosum esculentum, (Morelle tubéreuse comestible). Ce nom, repris par la suite et abrégé en Solanum tuberosum selon la nomenclature binomiale par Linné dans son Species Plantarum publié en 1753, est encore aujourd'hui le nom scientifique de l'espèce.
Dans son Prodomos, où il propose la première représentation publiée en Europe de la pomme de terre, il écrit qu'on lui aurait rapporté qu'en Bourgogne les tubercules, accusés d'être vecteur de la lèpre, auraient vu leur usage interdit, ce qui ne sera pas sans conséquences sur l'avenir de la culture de la pomme de terre en France.

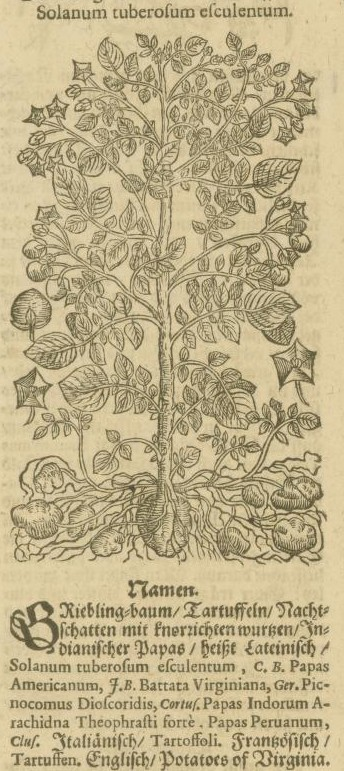
Theodor Zwinger: la Solanum tuberosum esculentum (1698).

En 1596 également, le botaniste anglais John Gerard publie le catalogue des plantes qu'il cultive dans son jardin de Holborn, près de Londres, parmi lesquelles figure, sous le nom de Papus orbiculatus, la pomme de terre, dont il donne une description botanique détaillée dans son herbier (Herball, Generall Historie of Plants) publié en décembre 1597. Gerard appelle la plante potatoe of Virginia, ou English potato of America, pour la distinguer de la common potatoe qui désignait alors la patate douce, et affirme l'avoir reçue des mains de Sir Francis Drake, en provenance de Virginie, première colonie anglaise d'Amérique,. Toutefois, en 1596, la pomme de terre n'avait pas encore été introduite sur le continent nord américain où elle ne pousse pas naturellement : Gerard crée alors une confusion qui durera jusqu'à nos jours en nommant l'objet de son étude la pomme de terre de Virginie. Il a sans doute rapproché trop hâtivement la pomme de terre (Solanum tuberosum) avec la glycine tubéreuse (Apios americana) présente, elle, naturellement en Virginie.
Gerard fait aussi d'autres erreurs, donnant comme autre nom à la Virginie celui de Norembega (un lieu imaginaire sans localisation précise), et nommant Openauk l'Apios americana prétextant que c'est ainsi que le faisaient les Amérindiens: Openhauk est le nom du lieu où les premiers colons anglais tentèrent de s'installer en 1585.
Notons enfin que Gerard cite les travaux de Clusius sur la pomme de terre dont il a connaissance avant leur publication en 1601.

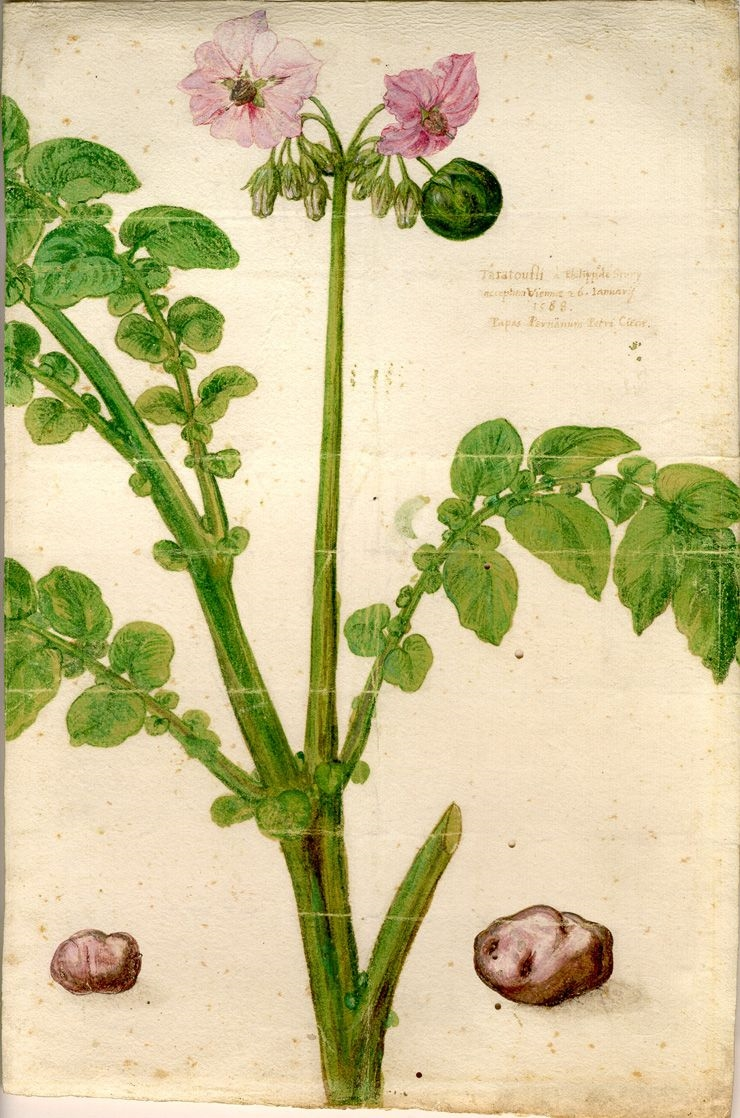
La taratoufli, première illustration connue de la pomme de terre en Europe (Clusius, 1588).

#### Clusius, le pionnier
En 1601, Charles de l'Écluse (dit Clusius) publie dans son ouvrage Rariorum plantarum historia, une nouvelle description scientifique de la pomme de terre, appelée Papas peruanorum, qu'il assimile à l'Arachidna de Théophraste (identifiée en 1938 par Berthold Laufer comme Lathyrus amphicarpos).
Charles de l'Écluse avait reçu le 24 janvier 1588, alors qu'il était encore à Vienne, deux tubercules et un fruit de pomme de terre envoyé par Philippe de Sivry, gouverneur de la ville de Mons en Pays-Bas méridionaux (il en deviendra le prévôt (Ancien Régime) à la mort de son père Jacques en 1691). De Sivry avait lui-même reçu des tubercules l'année précédente (1587) du nonce apostolique et légat du pape Sixte V, Giovanni Francesco Bonomi (it) (1572-1587) évêque de Verceil, qui les nommaient « Taratouffli »,. En cultivant ces deux tubercules, Clusius en obtint d'autres, ainsi que des graines, en quantité suffisante pour en distribuer à d'autres naturalistes de l'époque avec lesquels il était en relation, en Autriche, en Allemagne et en Italie notamment à l'université de Padoue, ce qui lui vaut d'être considéré comme le « propagateur de la pomme de terre » à la fin du XVIe siècle.
En 1589, de l’Écluse, alors à Francfort-sur-le-Main, reçoit de Philippe de Sivry une aquarelle représentant un rameau fleuri de pomme de terre, issu d'un tubercule. Sivry a nécessairement dû, lui aussi, obtenir la reproduction de la plante pour produire les tubercules envoyés à Clusius, puis en réaliser cette aquarelle conservée au musée Plantin-Moretus d'Anvers, qui est une des plus anciennes représentations iconographiques européennes connue d'un plant de pomme de terre.

### Diffusion dans le continent européen

#### Espagne

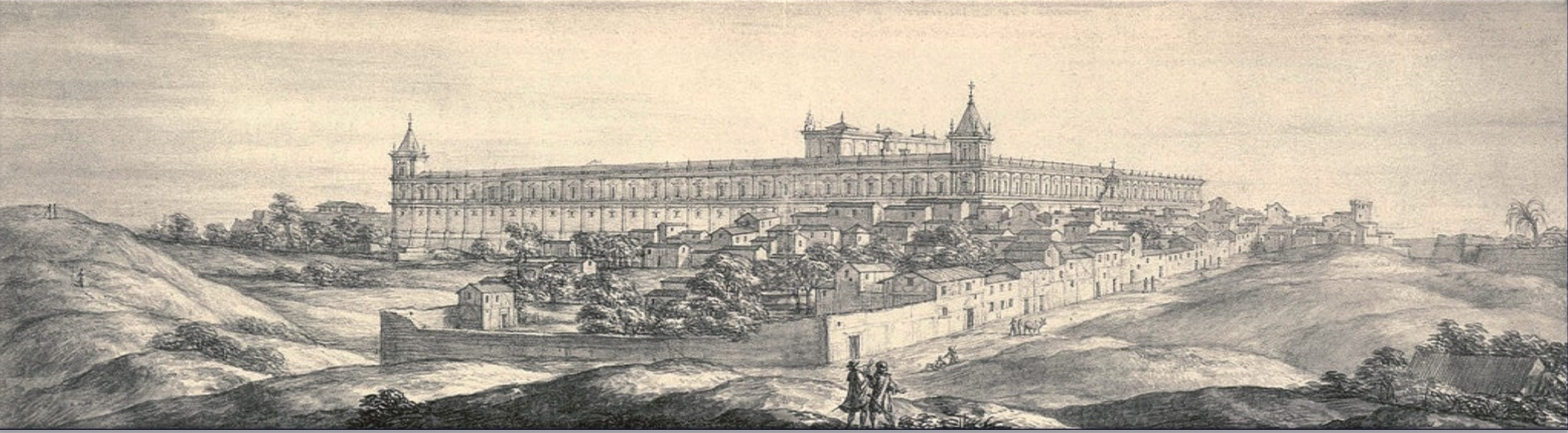
L'hôpital de la Sangre y de las Cinco Llagas en 1688, aquarelle de Pier Maria Baldi.

Elle prend le nom de patata , ce qui la différencie de la patate douce nommée batata, et évite la confusion du nom d'origine indienne papa avec le mot Papa désignant le Pape.
La première attestation de la culture des pommes de terre en Espagne continentale date de 1573 : en décembre les registres de l'hôpital de la Sangre y de las Cinco Llagas de Séville mentionne l'achat de pommes de terre pour soigner les malades dont il avait la charge,. Probablement cultivées aux alentours de Séville vers 1570, elles ne l'étaient toutefois pas en vue d'une consommation humaine régulière, réputée d'être « insulsa, flatulenta, indigesta, debilitante y malsana, sólo adecuada al engorde cerdos » («fades, flatulentes, indigestes, débilitantes et malsaines, et bonnes que pour engraisser les porcs»).

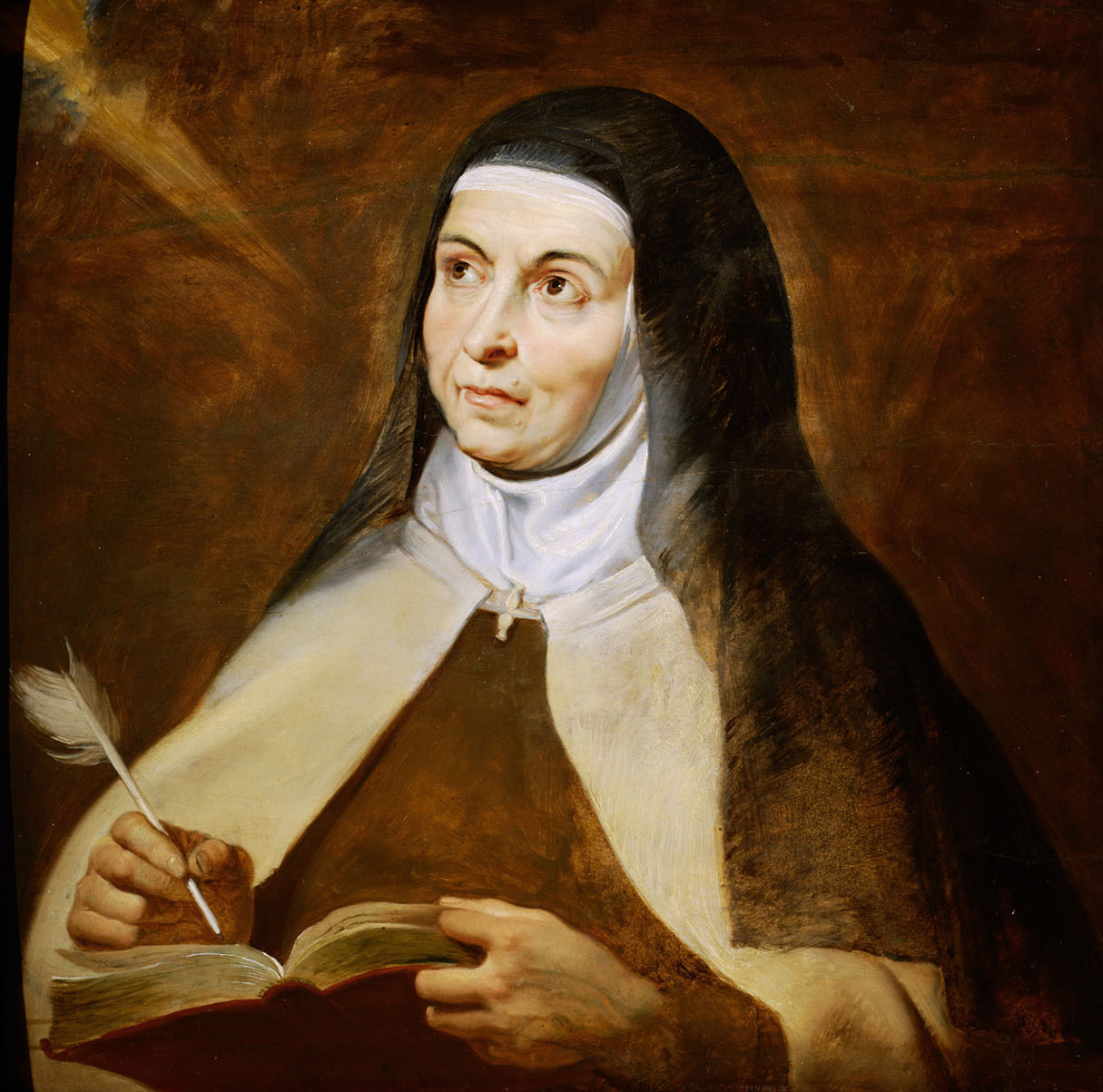
Thérèse d'Avila par Pierre Paul Rubens.

L'hôpital de la Sangre était en Europe l'un des plus modernes de son époque. À partir de 1576, des sœurs de l'Ordre des Carmes déchaux, du couvent carmélite de Los Remedios fondé par sainte Thérèse d'Avila, y ont exercé le service religieux. Dans une lettre, envoyée le 19 décembre 1577 par sainte Thérèse depuis Tolède à la supérieure du carmel de Séville, la Mère Marie de Saint Joseph, on peut lire : « Que Jésus soit toujours avec votre Révérence, ma fille. J'ai reçu votre lettre, et également les pommes de terre, la citrouille et les sept citrons. Tout arriva en excellent état... ». Au début de la même année, le 29 janvier 1577 elle évoque aussi la pomme de terre comme ayant un effet thérapeutique.
À la même période, l'hôpital de la Sangre n'est pas le seul endroit où la patata est utilisée pour ses vertus médicinales. Dans un autre hôpital de Séville, l'Hospital de San Hermenegildo, le médecin Bartolomé Hidalgo Agüero (es) (Séville, 1530-1597) l'utilise pour traiter ses patients. On lui attribue des propriétés thérapeutiques notamment sur certaines inflammations, l'eczéma, les brûlures et les calculs rénaux (le mal de piedra). Un autre botaniste et médecin de l'époque, Nicolas Monardes (1493-1588), est réputé avoir étudié les facultés thérapeutiques de la pomme de terre à l'Université de Séville.

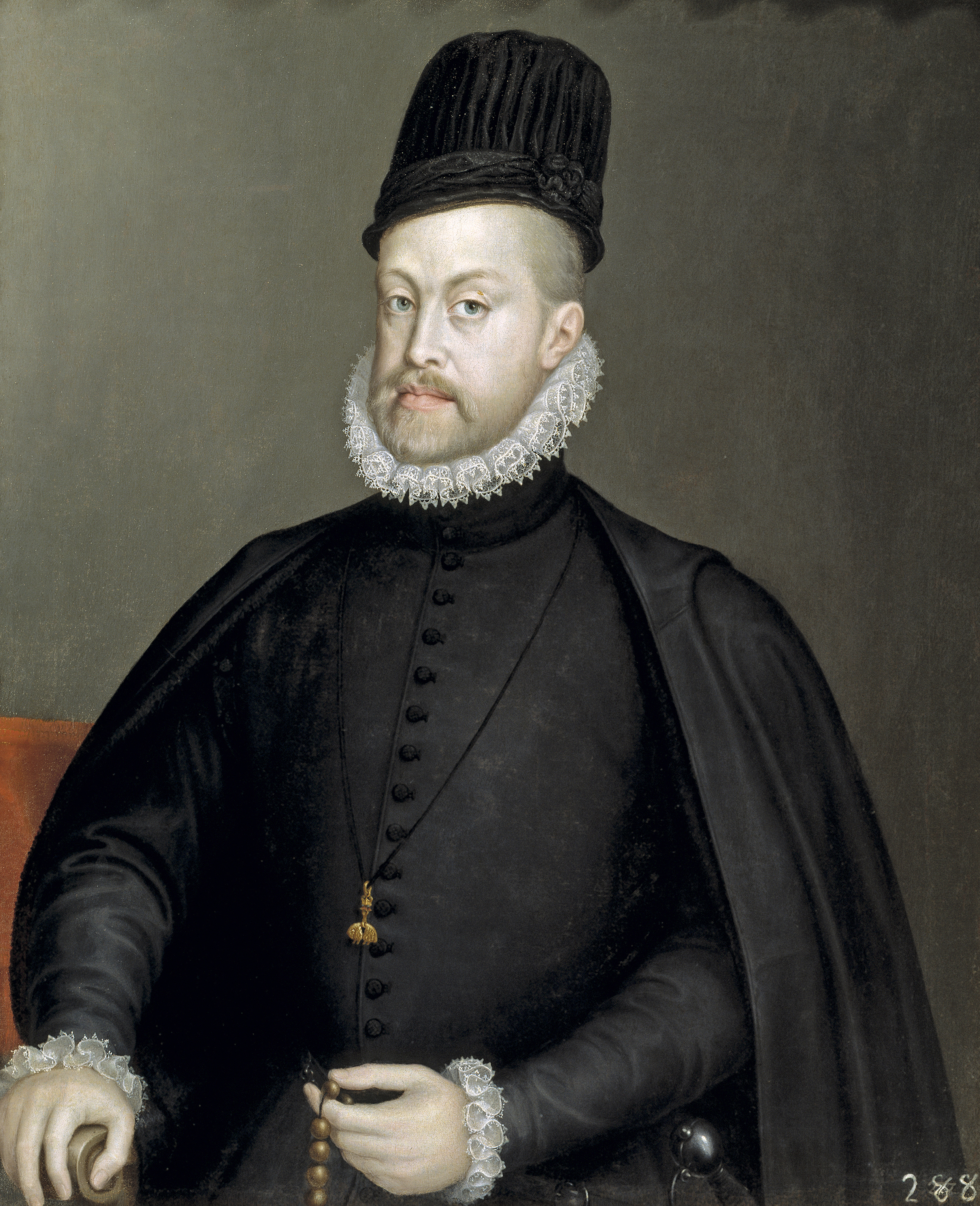
Philipe II,
par Sofonisba Anguissola.

Le roi Philippe II d'Espagne semble lui aussi attacher une certaine importance médicinale à la pomme de terre à défaut de la trouver bonne à l'alimentation humaine comme le pense également son médecin personnel, le botaniste Francisco Hernández de Tolède.
En effet, en 1565 Philippe II en envoie des plants au pape Pie IV pour le soulager de la fièvre romaine (ou fièvre des marais) une forme particulièrement mortelle de la malaria dont le pape est atteint : ce fut sans effet car il en décédera à la fin de la même année. C'est à cette occasion, afin de ne pas froisser le souverain pontife, le 'Papa', que la pomme de terre, la papa, prendra en Espagne le nom de patata.
Les vertus médicinales supposées de la pomme de terre ne lui enlèveront toutefois pas sa mauvaise réputation et il faudra attendre le milieu XVIIe siècle pour la voir être cultivée plus largement à travers le pays. En effet, lorsque Clusius, alors médecin de cour et responsable du jardin impérial de l'empereur Maximilien II du Saint-Empire, publie en 1576 Rariorum aliquot stirpium per Hispanias observatarum historia, ouvrage sur la botanique d'Espagne où il voyagea pendant près de deux ans, en 1564 et 1565 et où il eut l'occasion de visiter le jardin botanique du roi Philippe II à Valence, rien n'y mentionne la pomme de terre cultivée ou non. Pas plus que dans l'abondante correspondance qu'il échange avec les naturalistes et médecins espagnols de l'époque, (comme le médecin et collectionneur de plantes du nouveau monde Simón de Tovar (Séville, 1528-1596)), jusqu'à la publication de son ouvrage en 1576.
Si dans cette fin de XVIe siècle la pomme de terre est bien présente à Séville, sa culture y est vraisemblablement réduite à de petites surfaces, à la manière des plantes médicinales.
Quant à l'armée espagnole, supposée avoir diffusé le tubercule dans les Flandres notamment lors de la guerre de Quatre-Vingts Ans, son ordinaire n'incorpore pas la pomme de terre, pas plus à l'époque que plus tard.
Au début du XVIIe siècle les premiers signes d'une extension de la culture de la pomme de terre apparaissent en Espagne.
En effet, dans Tesoro de las dos Lenguas espanola y Francesa, publié en 1607 et rédigé par hispaniste français César Oudin proche du roi Henri IV, on constate qu'apparaissent en Espagne, en plus du mot Patata (« Une sorte de racine qui a la saveur de la châtaigne »), les mots Patatal (« le lieu où croissent telles racines »), et Patatero (« celui qui mange ou vend de ces racines »).
Que des termes du langage courant espagnol désignent l'un les champs de pommes de terre et l'autre les personnes qui en font le commerce, démontre que la culture, le commerce et la consommation de patates ont pris une importance non négligeable dans la société. (Patatal désigne encore de nos jours un champ de patates).
Toutefois, la description lapidaire de la Patata comme une sorte de racine, fait penser que le tubercule ne soulève pas grand intérêt dans l'entourage du roi de France en ce début de XVIIe siècle.
C'est au courant de celui-ci que la culture de la pomme de terre va vraiment se développer en Espagne, des terroirs aussi et sans doute des races :
Dans la réédition de 1732 du Dictionnaire universel françois & latin d'Antoine Furetière publié pour la première fois en 1690, on trouve une évocation de la culture de la pomme de terre à Malaga. Il la nomme patate en français et la différencie bien du topinambour et de la patate douce. Il en donne aussi une recette.
« Le terroir de Malgue ou Malaga en Espagne porte des patates fort estimées. La patates sont
rondes,& viennent par nœuds, comme les taupinambours ; mais les patates se nourrisent en
terre sans racine. On cuit les patates au four ou sous la cendre. Il faut les assaisonner
de sucre et de vin, parce-qu’elles sont pâteuses. »

Terre d'accueil des premiers tubercules arrivées des Andes par les Canaries, l'Espagne est sera un des premiers territoires que le tubercule va conquérir et avec lui, la population.
D'Andalousie, depuis les ports accueillant les navires en provenance du Nouveau Monde, la pomme de terre va passer en Galice cultivée pour vaincre la famine qui y sévit entre 1730-1735, puis au Pays basque et finalement la majorité du territoire au milieu du XVIIIe siècle et y sera de toutes les cuisines. C'est par le Pays basque que le tubercule se diffusera dans les régions françaises frontalières.
Au XIXe siècle, avec la diffusion de la tortilla de patatas qui devient la base de l'alimentation d'une grande partie de la population d'un pays qui a perdu la prospérité que lui donnaient ses possessions coloniales, la culture de la pomme de terre va connaître une véritable explosion.

#### Italie
Si les premières pommes de terre issues des plants offerts en 1565 par le roi d'Espagne Philippe II au Pape Pie IV n'ont pas eu beaucoup de succès thérapeutique sur la santé de ce dernier, elles vont toutefois croître dans les jardins du Vatican d’abord comme plantes décoratives puis petit à petit en sortir pour se répandre dans le pays et être cultivées à la fois pour l'alimentation humaine et celle du bétail.
Les 'patatas' espagnoles y prendront le nom de Taratufolli (du latin Tubera terrae, truffe de terre), mais, avec la popularisation de sa culture, c'est son nom d'origine espagnole, patata, qui aura la préférence du peuple. Dans le Val d'Aoste elle prendra le nom de Tartifle.

##### Lapapaet les Papes

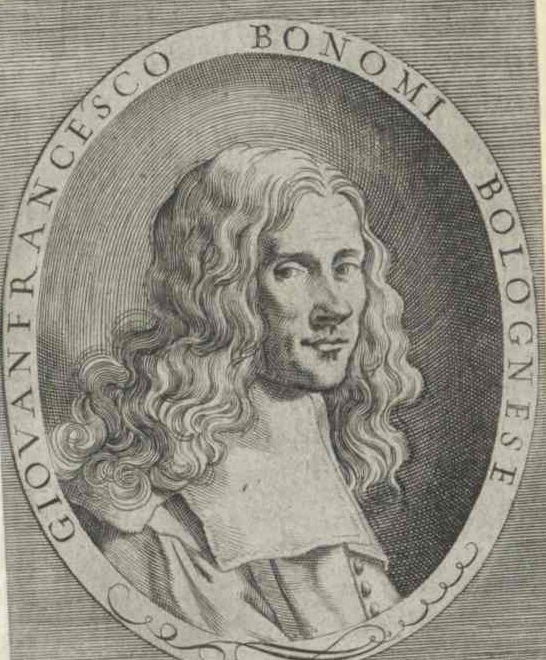
Giovanni Francesco Bonomi (Jean-François Bonhomme)
Légat pontifical.

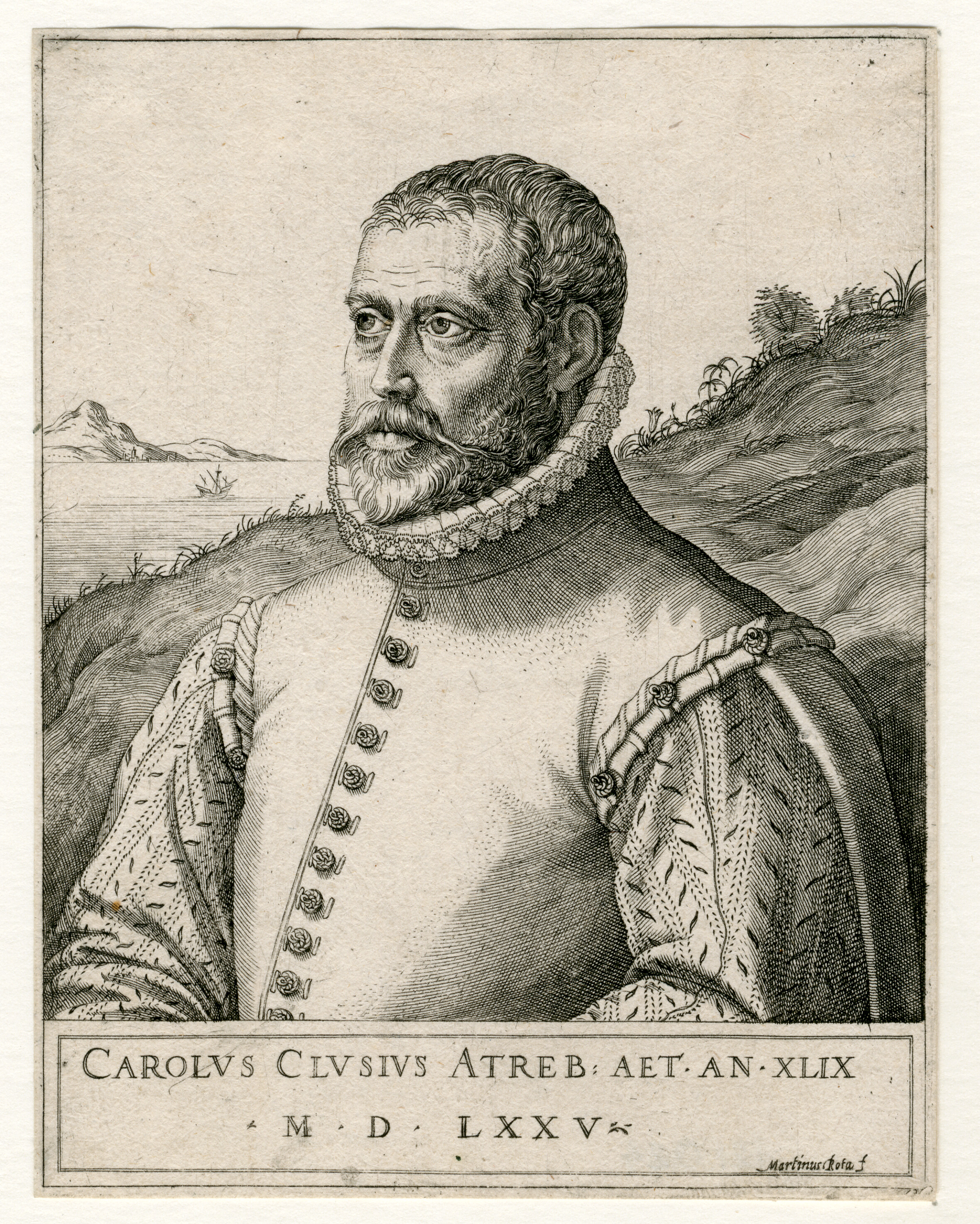
Charles de l'Écluse.

La diffusion de la pomme de terre en Italie (puis en Suisse et dans les États voisins) est étroitement liée à la papauté, même si rien ne vient attester que le tubercule pût être l'objet d'un certain intérêt de la part des souverains du Vatican, si ce n'est éventuellement celui gastronomique.
En effet, dans son ouvrage Opera dell'arte del cucinare, Bartolomeo Scappi, chef des cuisines du Vatican successivement sous Pie IV puis Pie V, donne quelques recettes de tartuffoli, ce qui laisse supposer que des plats à base de pommes de terre furent servis à la table papale.
Ugo Boncompagni, légat du Pape auprès de Philippe II en Espagne, participa à ce titre à l'expédition des plants de pomme de terre envoyés à Pie IV en 1565 : il sera lui-même élu Pape en 1572 et choisira le nom de Grégoire XIII.
Dans sa légation papale en Espagne en 1565, il y avait aussi un autre futur Pape, Felice Peretti di Montalto, élu en 1585 sous le nom de Sixte V.
Jean-François Bonhomme, duquel Charles de l'Écluse en janvier 1588 recevra ses premiers tubercules, sera nonce et légat apostolique à partir de 1579, et proche collaborateur de Grégoire XIII puis de Sixte V: ces derniers ont eu connaissance de la pomme de terre lors de leur légation en Espagne à la cour de Philippe II, l'un en tant que légat, l'autre en tant que mandataire.
Bonhomme, dans l'exercice de sa nonciature voyagera à travers l'Europe : en Suisse, en Hongrie, en Bohême, en Autriche, en Allemagne. Il décédera à Liège le 27 février 1587, période où Philippe De Sivry affirme avoir reçu de Bonhomme les précieux tubercules qu'il enverra un an plus tard à Vienne à Clusius.
Bonhomme fit plusieurs séjours à Vienne entre 1581 et 1583, invité par l'Empereur Rodolphe II dont Charles de l’Écluse était encore le protégé : il est fort probable que ces deux hommes d'importance se rencontrent à la cour de l'empereur, et que ce n'est pas le hasard uniquement qui amène en 1588 deux précieux tubercules de pomme de terre sur la table de travail de Clusius.
Au moment où Charles de l'Écluse décrit la pomme de terre dans son Rariorum plantarum historia : Fungorum in Pannoniis observatorum brevia historia, elle est déjà cultivée en Italie comme il l'écrit lui-même (4e livre, chapitre 52) :
« ..il est certain qu'ils l'ont reçue ou de l'Espagne ou de l'Amérique. Il est cependant
surprenant que la connaissance nous en soit parvenue si tard, tandis qu'ils assurent que
cette plante est si commune dans quelques endroits de l'Italie, qu'on y mange ces
tubercules cuits, avec de la viande de cochon, de la même manière qu'on la mange avec des
navets ou avec des racines de panais, et qu'ils en nourrissent même les porcs; et ce qui
est encore plus surprenant, c'est que l'université de Padoue ne connaissait pas cette
plante, avant que je ne l'eusse envoyée de Francfort à quelques amis qui y étudiaient en
médecine. »

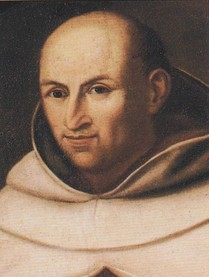
Nicolas de Jésus-Marie Doria, (Gêne 1570, Madrid 1594).

La présence de la culture de patata en Italie est aussi historiquement connue, à Gênes, vers 1584. Elle aurait été apportée depuis l'Espagne par un frère de l'Ordre des Carmes déchaux, Nicolas de Jésus-Marie, depuis le couvent carmélite de Los Remedios à Séville, d'où sainte Thérèse avait reçu des pommes de terre en 1577. Nicola Doria, d'origine génoise, une des grandes figures des premiers carmes déchaussés, est le fondateur du couvent des Carmes déchaux de Gêne qui sera actif en 1584, le couvent Sainte-Anne, le tout premier de l'Ordre en Italie.
C'est de ce couvent, où l'on va cultiver la pomme de terre, que le tubercule va se répandre pendant le siècle suivant dans les provinces voisines. En 1583 Nicola Doria, venu en Italie pour négocier avec le pape l'ouverture de son couvent, confiera des tubercules de pomme de terre, au nonce apostolique Jean-François Bonhomme, pour l'aide à se soigner de sa « maladie ». Quatre ans plus tard, 1587, c'est de ce nonce, venu promulguer à Liège les décrets du concile de Trente, que la pomme de terre arrivera dans les mains de Philippe de Sivry, en Flandres, puis en 1588 dans celles de l’Écluse à Vienne. Le nonce Bonhomme décédera le 25 février 1587 à l'abbaye Saint-Jacques de Liège, ce qui correspond à la période où de Sivry affirme les avoir obtenu.
En 1603 le père Vitale Magazzini de la congrégation religieuse des Vallombrosains rapporte la présence de la pomme de terre en Toscane avant 1587 dans un ouvrage consacré à l'agriculture : « Coltivazione toscana Nella quale s’insegna quanto deve farsi per coltivare perfettamente le Possessioni, per governare diligentemente una casa di Villa secondo l’uso di Toscana. »
Dans cet ouvrage il publie à titre posthume les écrits de l'abbé Liberio Baralli, originaire de Castelfiorentino, et doyen de l'abbaye Santa Maria di Vallombrosa. Celui-ci rapporte que des pommes de terre sont arrivées à l'abbaye apportée d'Espagne par lei PP. Camelitani Scalzi (un révérend père des Carmélites déchaux).

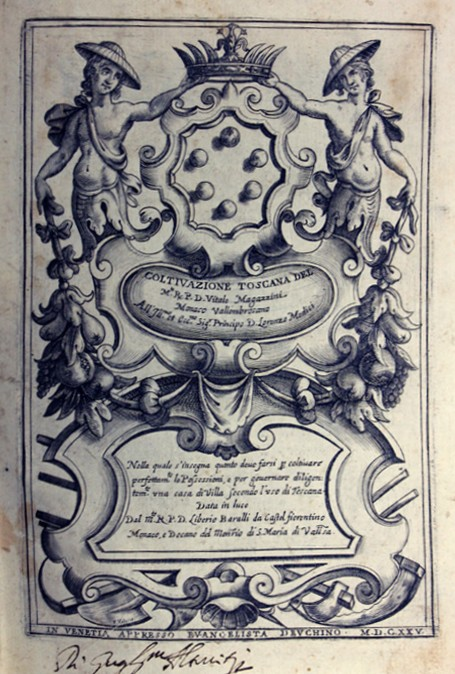
Coltiuazione toscana de Vitale Magazzini.

Le père Vitale Magazzini, citant Liberio Baralli rapporte aussi:
« On mange les pommes de terre coupées en lamelles, à la manière des truffes ou des champignons, frites et enfarinées, où à la poêle avec de « l'agresto » . C'est un véritable délice, elles ont la saveur de la châtaigne. Elles se multiplient de façon innombrable, se cuisinent facilement, et se conservent bien. »
Au moment du récit du doyen de l'abbaye de Vallombrosa, les Carmes déchaux ne sont pas encore présents en Italie. En 1583 le premier frère de cet ordre, et non le moindre, à fouler le sol italien est Nicola Doria, qui vient plaider sa cause auprès de saint Charles Borromée, principal soutien des carmes déchaux auprès du pape, en vue d'ouvrir son couvent de Gênes.
C'est ce même Doria qui va faire parvenir, la même année, des tubercules de pomme de terre au nonce Bonhomme à Verceil.
Saint Charles Borromée, cardinal et archevêque de Milan et légat du pape Sixte V, neveu et proche conseiller du pape défunt Pie IV, est un ami intime du nonce Bonhomme qui est un de ses plus proches collaborateurs. Borromée est à la même période en train de mettre en forme la construction du sanctuaire du mont Sacré d'Orta : l'abbaye de Vallombrosa en sera le principal financier et saint Charles connait bien cette abbaye pour l'avoir visitée plusieurs fois,.
Il est remarquable de constater que les personnages qui ont possédé, introduit et contribué à la diffusion de la pomme de terre en Italie et indirectement dans toute l'Europe, par l'intermédiaire de Clusius connu pour être protestant, soient tous des acteurs majeurs et influents de la Contre-Réforme. L'ont-ils fait en toute connaissance de cause ? Le nonce Bonhomme, à l'article de la mort, a-t-il délibérément confié ses tubercules à de Sivry pour qu'il les envoie au déjà très célèbre botaniste Clusius ? Rien ne vient à ce jour ni le confirmer ni l'infirmer.
Sans doute y a-t-il eu aussi d'autres vecteurs de propagation du tubercule d'Espagne vers l'Italie, mais l'histoire ne les a pas retenus.
Au début du XVIIe siècle, les tartuffoli des papes devenues les patate du peuple, sont cultivées en Toscane, en Vénétie, en Émilie-Romagne, en Italie méridionale et au cours du siècle, vont conquérir toutes les régions voisines. Au XVIIIe siècle la culture de la pomme de terre se sera largement répandue à travers tout le territoire italien.

#### Suisse

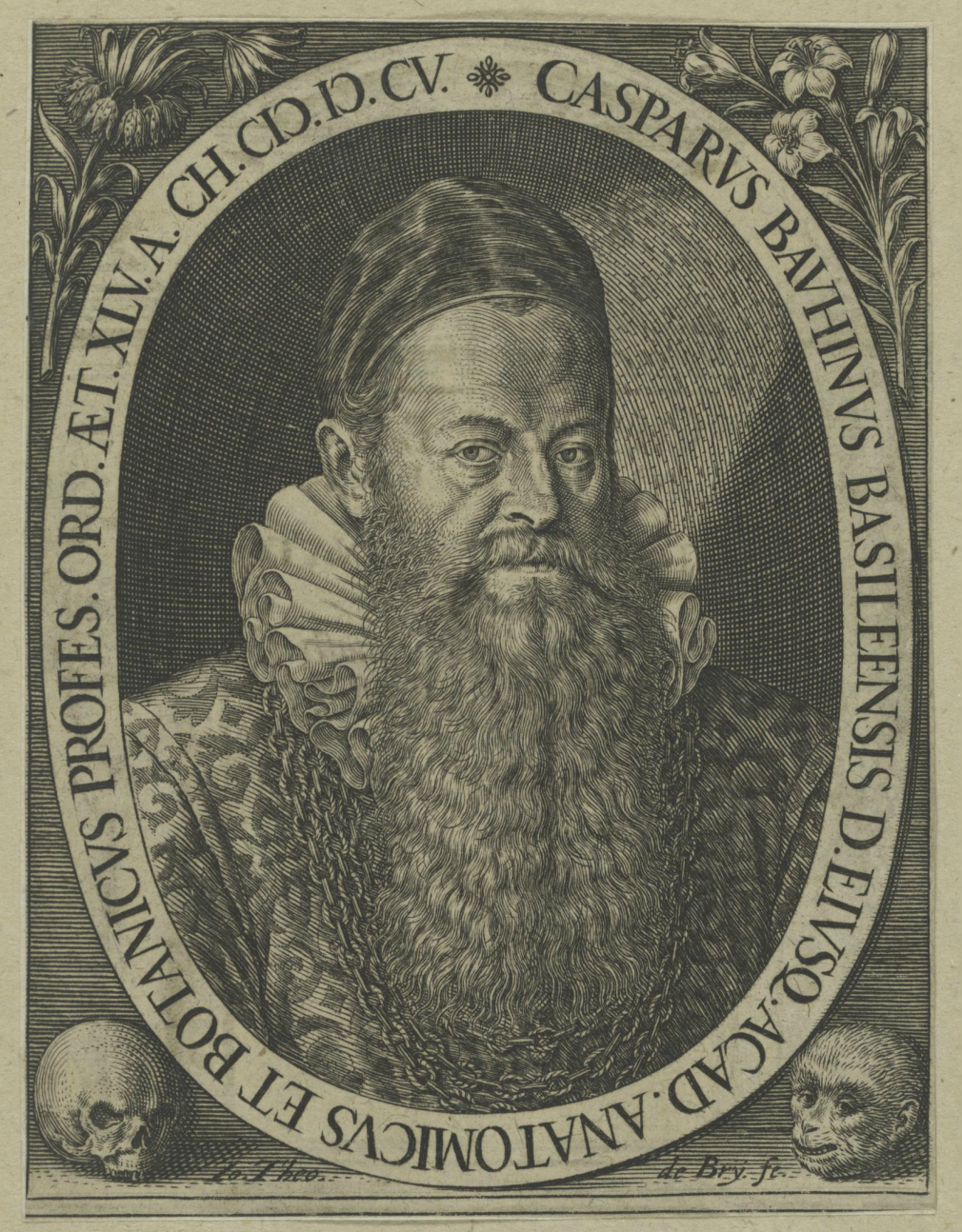
Caspar Bauhin par de Bry 1614.

Les premières cultures du tubercule ont été effectuées par Gaspard Bauhin dans le jardin botanique de Bâle en 1589 : en tant qu'ancien de l'Université de Padoue et lui-même recteur et doyen de l'université de Bâle, il est tout fait possible d'affirmer qu'il ait reçu des tubercules la part de son confrère Clusius en 1588 lorsqu’il en expédia à travers l'Europe à ses amis savants. En effet les deux hommes étaient proches, (en 1561, pendant ses études à Montpellier il a étudié en compagnie de son frère Jean), comme l'étaient la plupart les naturalistes de l'époque qui avaient fréquenté les mêmes universités et qui formaient alors un véritable réseau scientifique humaniste,.
La pomme de terre cultivée comme curiosité botanique par Gaspard Bauhin, ou par le docteur Martin Chmielecius, s'est ensuite peu à peu répandue dans les cantons voisins puis à travers toute la Suisse et, à l'ouest, vers la Franche-Comté, la Bourgogne et le Dauphiné.
En un siècle, sa facile adaptation au climat alpin va rendre la pomme de terre extrêmement populaire en Suisse, au point même de parfois remplacer totalement le blé en certains endroits. La Suisse est sans doute le premier pays européen où la pomme de terre a connu un succès qui tardera à venir dans les États voisins.
En 1771, dans son Traité de la nature, de la culture et de l'utilité des pommes de terre , Samuel Engel, géographe et agronome suisse, en témoigne en observant que la pomme de terre est déjà cultivée en Suisse en abondance et ce au moins depuis le début du XVIIIe siècle.

#### Pays-Bas méridionaux
En ce qui concerne les Pays-Bas méridionaux, et comme dit ci-avant, l'on sait que Charles de l'Ecluse (dit Clusius) reçut à Vienne en 1588 deux tubercules de pommes de terre de Philippe de Sivry, gouverneur de Mons. Mais des preuves convaincantes montrent que l'on vendait déjà à cette époque des patates au marché de Bruges.
Par ailleurs, un religieux chartreux nommé Robert Clark aurait également rapporté des pommes de terre d’Angleterre au début des années 1630 et les aurait fait planter dans la région de Nieuport.
Les témoignages d’une soixantaine de cultivateurs consignés dans les archives de procès relatifs aux dîmes, démontrent que la pomme de terre était cultivée en Flandre, à Esen, Zarren, Merkem dès avant 1670. Ainsi, il est certain que des champs de pommes de terre existent vers cette époque dans la région de Dixmude et d'Ypres. La diffusion de cette culture progresse ensuite vers le Nord et l'Est des Flandres. La culture de la pomme de terre était ainsi répandue partout dans les campagnes flamandes dans le premier quart du XVIIIe siècle.

#### France
Charles du Faure de Saint-Sylvestre, marquis de Satillieu (1752-1818), homme de lettres et politique ardéchois, rapporte en 1785 dans un opuscule La truffole en France que vers 1540 les premières truffes (en patois trifolas, francisées en truffoles au XVIIIe siècle) auraient été importées en Vivarais depuis Tolède par Pierre Sornas, moine franciscain ardéchois natif du hameau de Bécuze à Saint-Alban-d'Ay, et cultivée à Saint-Alban-d'Ay,.
Toutefois cette introduction reste à confirmer, même si la découverte par les Européens de la pomme de terre est concomitante avec l'arrivée de Pizarre en Colombie en 1531. Sa présence de l'autre côté de l'Atlantique est attestée dans des écrits à Bâle en 1557 (De Rerum varietate), aux îles Canaries en 1562.

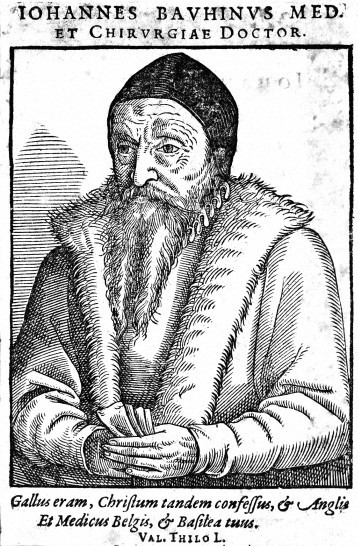
Jean Bauhin 1541-1612.

En 1570, Jean Bauhin est appelé à Montbéliard au titre de médecin personnel du duc de Wurtemberg ; vers 1590 il y cultive la pomme de terre dans les Grands-Jardins de Montbéliard dont il a la charge jusqu'à sa mort (1612).
Jean Bauhin connaît bien de l'Écluse. Ils ont suivi les enseignements de Guillaume Rondelet à Montpellier et y ont tous deux logé dans sa propre maison : il est raisonnable de penser que Jean Bauhin est l'un des destinataires à qui Clusius envoie des tubercules de pomme de terre en 1589.
Elle est d'abord cultivée par son frère Gaspard Bauhin dans le jardin botanique de Bâle que ce dernier a fondé en 1589, soit un an après que Clusius a cultivé ses premiers tubercules. Elle se répand ensuite peu à peu dans les cantons de l'ouest de la Suisse puis en Franche-Comté, en Bourgogne et dans le Dauphiné.

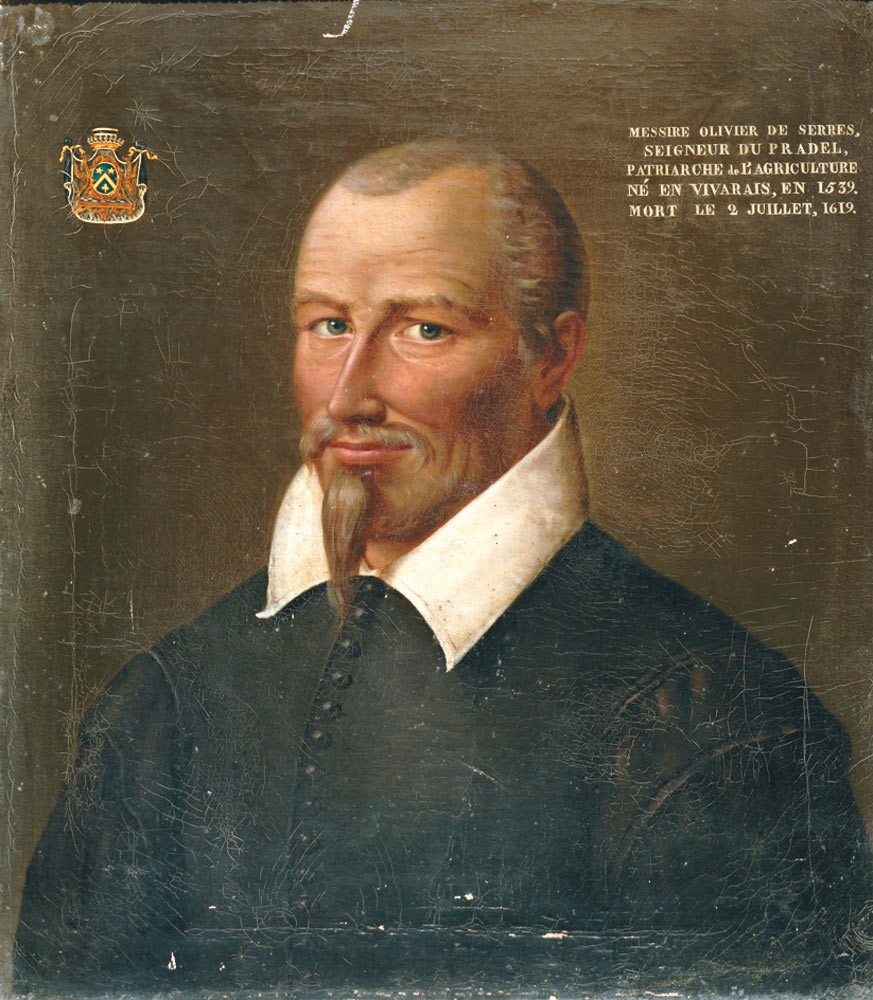
Olivier de Serres (Anonyme).

La pomme de terre est ensuite décrite en 1600 par l'agronome ardéchois Olivier de Serres, qui la nomme « cartoufle » dans Le théâtre d'agriculture et mésnage des champs : « Cet arbuste, dit Cartoufle porte fruict de mesme nom, semblable à truffes, et par d'aucuns ainsi appelé ».
De Serres y indique aussi qu'elle aurait été introduite de Suisse vers le Dauphiné. Bien qu'il la signale, la comparant aux truffes, comme ayant quelque vertus culinaires : « Quant au goust, le cuisinier les appareille de telle sorte, que peu de diversité y recognoist-on de l'un à l'autre », rien n'indique que la pomme de terre n'ait franchi l'enclos de ses jardins du Pradel.
La culture de la pomme de terre reste encore longtemps une curiosité des jardins ou une particularité régionale, jusqu'à la fin du XVIIIe siècle. Son classement botanique parmi les morelles (Solanum) qui comptent parmi elles plusieurs plantes vénéneuses ou réservées à un usage médicinal ne joue pas en faveur du tubercule dont la consommation reste très localisée ou contrainte par les disettes.
Le topinambour, importé de Nouvelle France, a la faveur du peuple et sa culture se développe rapidement dès le milieu du XVIIe siècle. On le trouve même sur les tables bourgeoises. Il porte d'ailleurs le nom de pomme de terre et est souvent confondu avec la Solanum Tuberosum jusqu'à la deuxième moitié du XVIIIe siècle.
À la fin du XVIe siècle la pomme de terre est introduite dans les Vosges et y est cultivée sporadiquement. Il n'est possible d'attester qu'à partir de 1715, qu'elle fait l'objet d'une activité plus importante que le simple jardinage ou la culture d'appoint : deux ordonnances de la cour de Lorraine et du Barrois prises par Léopold Ier duc de Lorraine et de Bar y imposent « la dîme aux pommes de terre » les 28 juin 1715 (« de l'ancienne disme établie sur les pommes de terre ») et 4 mars 1719 (« Déclaration concernant la Disme des pommes de terre »).
En 1757, on la trouve cultivée en Bretagne, alors en période de disette, dans la région de Rennes par Louis-René Caradeuc de La Chalotais, bientôt suivi dans le Léon par monseigneur de la Marche, surnommé « l'évêque des patates » (eskob ar patatez). Jean-François Mustel, agronome rouennais (auteur d’un Mémoire sur les pommes de terre et sur le pain économique), encourage sa culture en Normandie, et en 1766 on cultive la pomme de terre à Alençon, à Lisieux et dans la baie du Mont Saint-Michel.
Maguerite de Bertin, demoiselle de Bellisle, sœur du contrôleur général des finances Henri Léonard Jean Baptiste Bertin, introduit la pomme de terre en Périgord en 1771. Sans grand succès car aucun bail de métayage n'y mentionne la culture avant la Révolution de 1789.

##### Antoine Parmentier

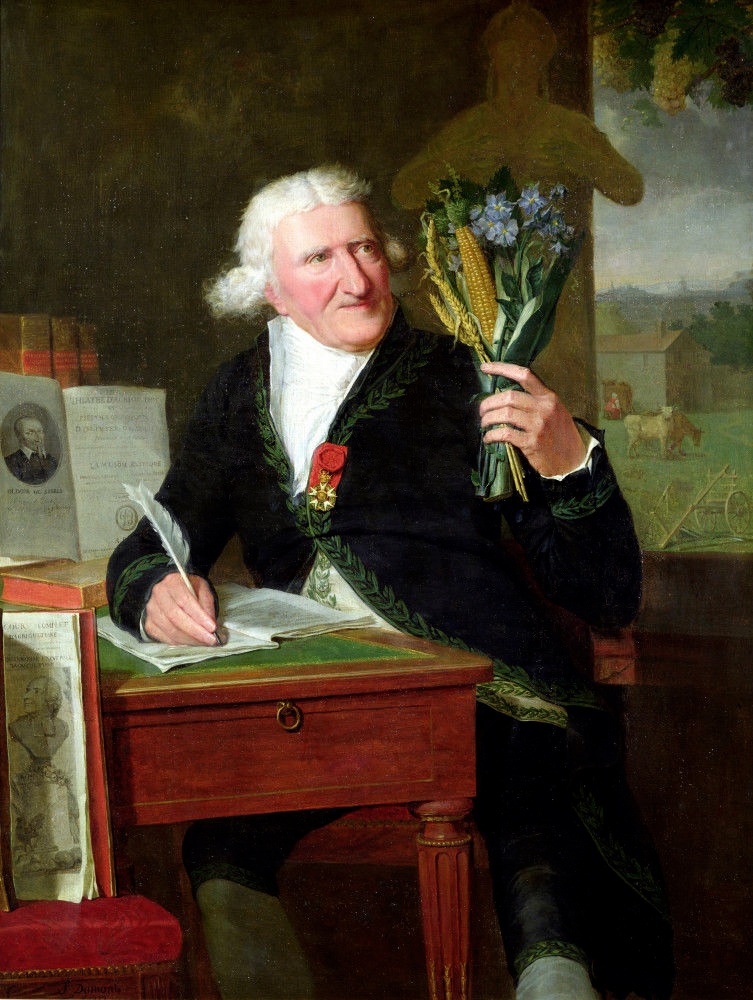
Portrait de Parmentier.

Mais c’est surtout Antoine Parmentier qui va devenir en France le porte drapeau de la culture de la pomme de terre comme moyen de parer aux famines répétitives qui sévissent dans le pays et qui va œuvrer à la rendre populaire auprès d'une population parfois réticente face à ce tubercule mal considéré. On lui a prêté notamment la faculté de transmettre la lèpre. En 1748, un arrêt du Parlement de Paris en interdit la culture dans le nord de la France. 

Capturé par les Prussiens pendant la guerre de Sept Ans et libéré en 1766, au cours de sa captivité en Westphalie il découvre les vertus nutritives de la pomme de terre, principale nourriture donnée alors aux prisonniers par leurs geôliers. En 1773, dans Examen chymique des pommes de terre, il écrit : « Nos soldats ont considérablement mangé de pommes de terre dans la dernière guerre ; ils en ont même fait excès, sans avoir été incommodés ; elles ont été ma seule ressource pendant plus de quinze jours et je n’en fus ni fatigué, ni indisposé ».
À la suite des famines survenues en France en 1769 et 1770, l’Académie des sciences, belles-lettres et arts de Besançon et de Franche-Comté lance en 1771 un concours sur le thème suivant : « Indiquez les végétaux qui pourraient suppléer en cas de disette à ceux que l’on emploie communément à la nourriture des hommes et quelle en devrait être la préparation ». Le 24 août 1772, le mémoire de Parmentier remporte le premier prix, devant ceux d’autres concurrents également consacrés à la pomme de terre, preuve que l’usage de ce tubercule était à l’ordre du jour.
Dès lors (1772), la Faculté de médecine de Paris déclare la pomme de terre sans danger, ce qui lève l'interdiction de 1748.

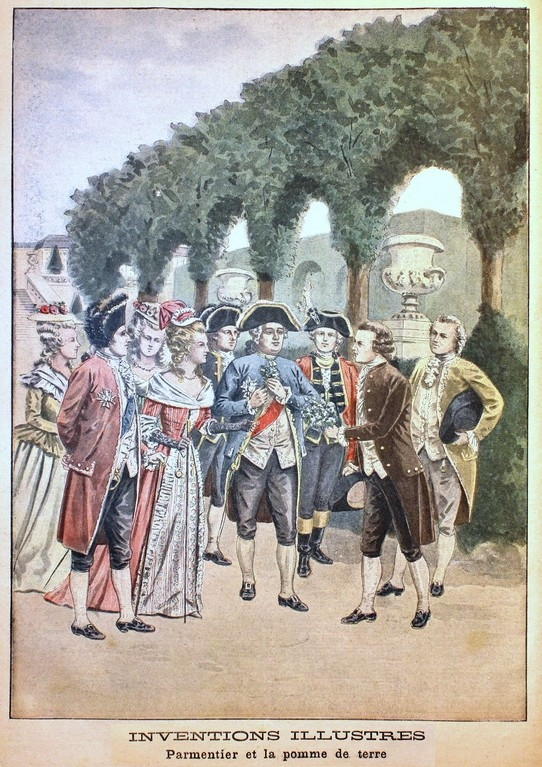
Parmentier s’empresse d'offrir les fleurs de pommes de terre qu’il vient de cueillir dans le champ des Sablons à Louis XVI et Marie-Antoinette alors à la promenade à Versailles (Gravure, Le Petit Journal, mars 1901).

En 1775, Voltaire à qui Parmentier avait fait parvenir deux de ses mémoires lui écrit :
| « A Ferney, 1er avril 1775 J'ai reçu, Monsieur, les deux excellents mémoires que vous avez bien voulu m'envoyer, l'un sur les pommes de terre, désiré du gouvernement; et l'autre sur les végétaux nourrissants, couronné par l’académie de Besançon. Si j'ai tardé un peu à vous remercier, c'est que je ne mangerai plus de pommes de terre dont j'ai fait du pain très savoureux, mêlé avec moitié de farine de froment, et dont j'ai fait manger à mes agriculteurs dans les temps de disette avec le plus grand succès. Mes quatre-vingt et un ans surchargés de maladies, ne me permettent pas d'être bien exact à répondre, je n'en suis pas moins sensible à votre mérite, à l'utillité de vos recherches, et au plaisirs que vous m'avez fait. J'ai l'honneur d'être avec tous les sentiments que je vous dois, Monsieur, votre très humble et très obéissant serviteur, Voltaire, gentilhomme ordinaire de la Chambre du Roi. » |

Le 31 mai 1785, alors que la sécheresse ravage bon nombre de régions françaises, le roi Louis XVI ordonne de publier une « Instruction sur les moyens de suppléer à la disette des fourrages, et d'augmenter la subsistance des bestiaux ». Il y est mentionné que « les pommes de terre et les diverses espèces de choux et de navets, forment une excellente nourriture pour le bétail, et surtout pour les vaches, auxquelles elles procurent un lait abondant et de bonne qualité ».
Selon la légende, Parmentier réussit alors sans difficulté à obtenir l'appui du roi et de plusieurs de ses conseillers pour inciter la population à consommer des pommes de terre en employant en 1786 un stratagème resté célèbre : de jour, il fait monter une garde autour des cultures de pommes de terre qu'il a mis en place près de Paris sur des terres mises à la disposition de l'Académie d'Agriculture par le roi dans les plaines des Sablons et de Grenelle, donnant ainsi l'impression aux riverains qu'il s'agit d'une culture rare et chère, destinée au seul usage des nobles. La garde est levée la nuit, ce qui incite la population à voler des tubercules, contribuant ainsi à leur diffusion dans le bassin parisien. Si les vols sont avérés, ils n'ont en fait été ni voulus ni provoqués par Parmentier. Le roi Louis XVI, qui n’hésite pas à en porter les fleurs à la boutonnière, le félicite en ces termes : « La France vous remerciera un jour d'avoir inventé le pain des pauvres. » La publicité que lui apporte Parmentier, aidé par le soutien du roi, permet à la pomme de terre de se débarrasser son image d'aliment des pauvres. Elle est désormais appréciée par les élites, ce qui lui vaut d'être surnommée « légume de la cabane et du château ».

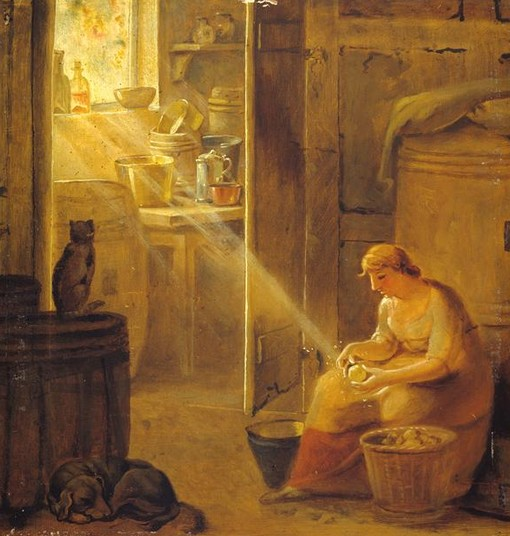
La Pomme de terre, toile de Johann Heinrich Wilhelm Tischbein (1751-1829).

À partir de 1779, le receveur général des finances Jean Chanorier pratique la culture de la patate sur ses terres de Croissy. Il y développe une variété à partir de tubercules que lui a offert Benjamin Franklin ; par reconnaissance pour ses efforts en vue de développer la culture de la pomme de terre, on lui attribue le nom de « la chanorière ».
Entre 1780 et 1820, la culture maraîchère se développe autour de Croissy en profitant de la proximité de Paris qui offre un important marché.
En 1793, « les pommes de terre furent tellement considérées comme indispensables, qu’un arrêté de la Commune en date du 21 ventôse ordonna de faire le recensement des jardins de luxe afin de les consacrer à la culture de ce légume ; en conséquence la grande allée du jardin des Tuileries et les carrés de fleurs furent cultivés en pommes de terre ; ce qui leur fit donner pendant longtemps le surnom d’oranges royales en mémoire de la restauration qui en avait fait apprécier l’utilité ».
Le 25 nivôse an II (13 janvier 1794), la Convention, confrontée à l’insuffisance des réquisitions de blé et aux émeutes, adopte la loi relative à la culture de la pomme de terre qui demande la généralisation de celle-ci dans le pays. Son article premier dispose que :

« Les autorités constituées sont tenues d’employer tous les moyens qui sont en leur pouvoir dans les communes où la culture de la pomme de terre ne serait pas encore établie, pour engager tous les cultivateurs qui les composent à planter, chacun selon ses facultés, une portion de leur terrain en pommes de terre. »

##### «L'Année sans été»

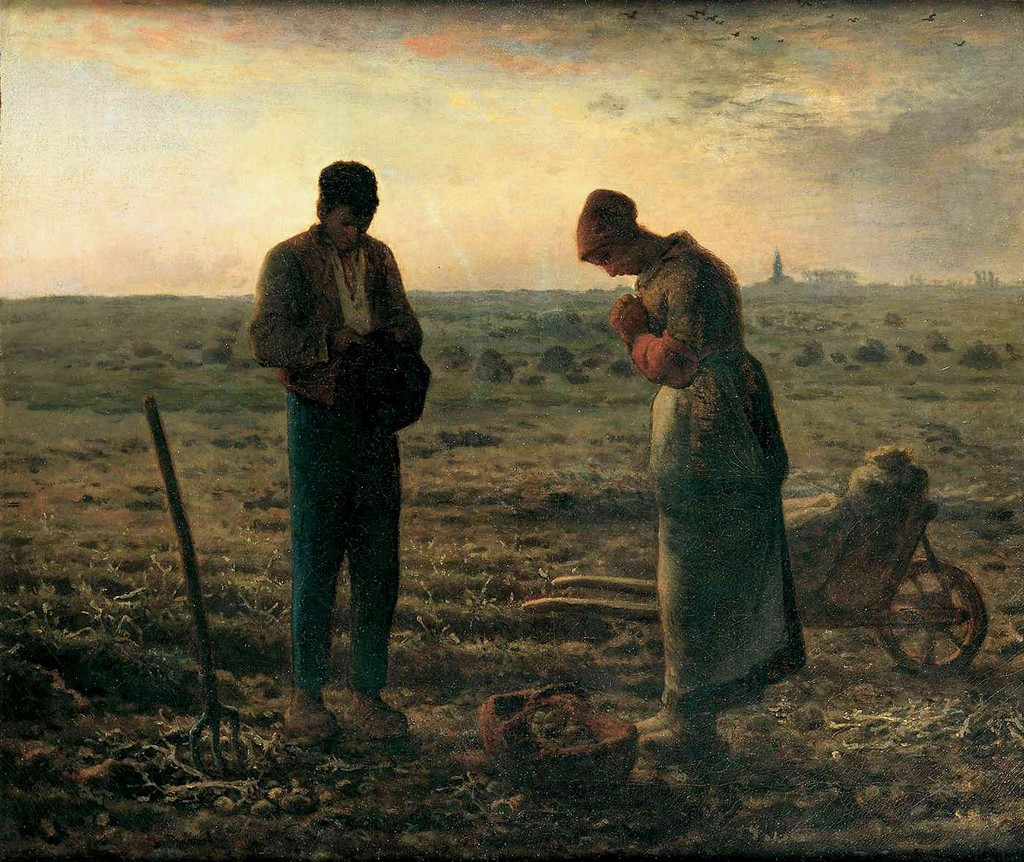
L'Angélus par Jean-François Millet, 1857.

Malgré le succès de Parmentier et les actions de l'État encourageant la culture de la pomme de terre, les préjugés populaires et les habitudes agricoles et culinaires, plutôt portées vers le topinambour, ne jouent pas en sa faveur. Le peu d'intérêt porté à celle-ci par Diderot dans son Encyclopédie démontre cet état de fait. On note aussi que l'Encyclopédie propage la confusion créée par l'Anglais John Gérard qui affirme que la pomme de terre provient de Virginie, alors que son origine andine est bien connue des naturalistes de l'époque. On la cultive, à la manière des topinambours, comme produit de consommation d'appoint, de complément et même de luxe, mais pas comme un produit alimentaire de base comme l'aurait souhaité Parmentier. Même son intérêt stratégique ne semble pas soulever l'enthousiasme des militaires français du Premier Empire : si les soldats apprécient le tubercule lorsqu'ils en saisissent et s'il figure au menu la table de l'Empereur Napoléon Ier, il ne fait pas partie des rations réglementaires : « Une armée de mangeurs de pomme de terre ne pourra jamais battre une armée de mangeurs de blé ». Ce que les défaites des armées de l'empire démentiront.
À la fin du XVIIIe siècle, 4 500 hectares sont consacrés à la culture de la pomme de terre en France et les famines jouent un rôle déterminant dans son développement.
L'Année sans été, cause une disette qui sévit en 1816 et 1817 dans toute l'Europe et ressentie particulièrement dramatiquement dans une France éreintée par les guerres napoléoniennes. Alors que toutes les denrées alimentaires de base manquent, le prix de la pomme de terre est par endroits sextuplé alors que le prix des céréales triple ou quadruple, en d'autres, la pomme de terre sera le seul moyen de subsistance qui restera à la population.
Cela va fournir une motivation supplémentaire aux paysans pour se lancer dans la culture du tubercule qui va connaître sa première véritable expansion.

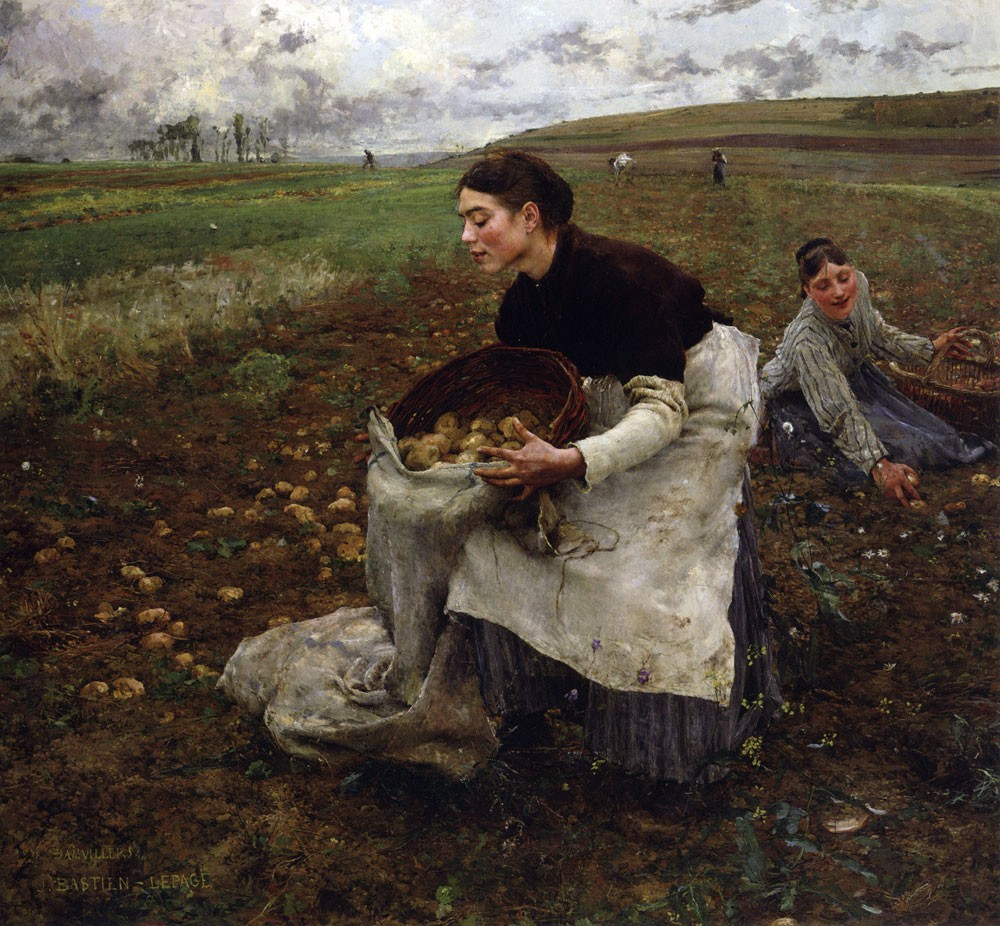
Jules Bastien-Lepage, Saison d'octobre : Récolte des pommes de terre, 1879. (National Gallery of Victoria).

À partir de 1818 des concours sont organisés par l'Académie d'agriculture de France pour en encourager l'exploitation et récompenser les « cultivateurs, inspirés sans doute par la Providence à laquelle on doit rendre grâce de ce nouveau bienfait, ont confié à de vastes champs la plupart en jachères, ou à des terres jusqu'alors incultes, de nombreux plants de pommes de terre, et sur un espace beaucoup plus grand que les besoins ne semblaient l'exiger. ».
On la recommande aussi dans les manuels d'hygiène militaire et de nombreux ouvrages agronomiques et médicaux lui sont consacrés. On voit fleurir des éloges qui vont participer à la construction du mythe Parmentier et encourager l'enthousiasme national pour le tubercule.
La pomme de terre prend aussi définitivement place dans la gastronomie française, à l'exemple des Pommes Anna, recette créée en 1870, par le chef Adolphe Dugléré, du fameux Café Anglais.(voir aussi Cuisine de la pomme de terre)
Toutefois la pénétration de la pomme de terre dans les pratiques agricoles va se faire lentement en France, et c'est sans doute ce qui va l'épargner en partie lors de la famine, causée par le mildiou sur les pommes de terre combinée avec un déficit en blé, et qui va la frapper en 1846 et 1847 en y faisant tout de même près de 180 000 morts.
Pendant la guerre de 1870 la pomme de terre est d'un grand secours notamment pour les assiégés de Paris. Elle sera à l'ordinaire des gardes nationaux qui la mangent avec plaisir bouillie, frite ou dans le rata. Le tubercule y gagnera encore un peu de popularité.

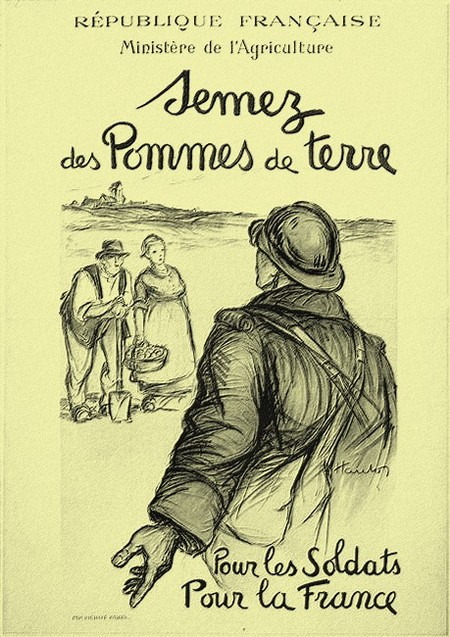
Affiche du ministère de l'Agriculture guerre 14-18.

Puis, entre 1882 et 1885, l'ampélographe et botaniste français Alexis Millardet met au point un traitement de la pomme de terre contre le dernier obstacle qui s'oppose au développement de sa culture en France : le mildiou. De nos jours, on utilise encore ce pesticide inventé par Millardet et connu sous le nom de bouillie bordelaise.
Quelques années plus tard, en 1892, 1 450 000 hectares sont consacrés à la culture de la pomme de terre.
En 2010, il n'y en a plus que 105 000 hectares.

## Introduction et diffusion en Afrique

### Îles Canaries
Dans des manifestes de transport maritime de 1567 on trouve la trace des premières exportations de pommes de terre depuis la Grande Canarie vers Anvers, soit six ans avant leur première mention en 1573 dans les registres des marchés de l'hôpital de la Sangre à Séville en Andalousie. Il est probable qu'elles sont importées aux Îles Canaries depuis l'Amérique du Sud dès 1562, et de là vers l'Europe.

### Continent Africain
Avec l'expansion des empire coloniaux européens à la fin du XIXe siècle, la pomme de terre est diffusée en Afrique. Les colons la considèrent comme un aliment de haute valeur et s'en réservent la consommation. Avec la décolonisation elle devient un aliment de base ou d'accompagnement largement répandu.

## Introduction et diffusion en Amérique du Nord

### États-Unis
En 1621, le Capitaine corsaire Nathaniel Butler alors gouverneur des Bermudes, fait parvenir une cargaison de 20 000 livres de pommes de terre et de 20 000 épis de maïs, à Jamestown, à destination du gouverneur de Virginie, Sir Francis Wyatt (en) : cet évènement est considéré comme la première apparition de la pomme de terre en Amérique du Nord.

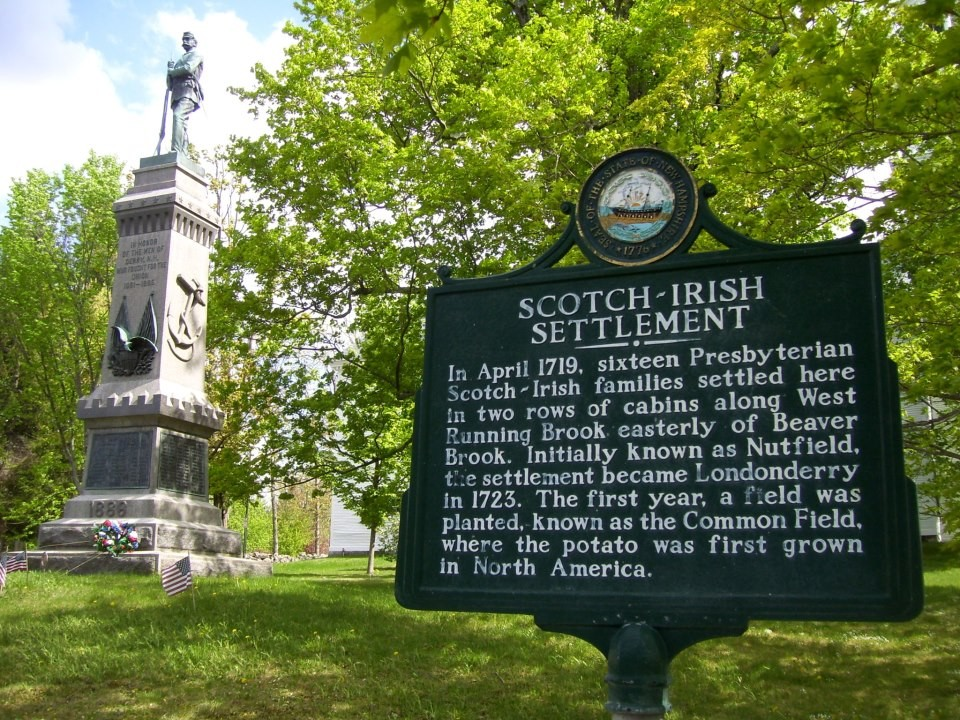
Plaque commémorant la première exploitation de la pomme de terre à Derry.

En 1719 des immigrants écossais et irlandais implantent autour de Londonderry (Derry (New Hampshire)) les premières exploitations agricoles permanentes consacrées à la culture de la pomme de terre. De là, la pomme de terre s'est répandue à travers les États-Unis.
En Idaho, c'est à partir de 1836 que des missionnaires ont encouragé sa culture auprès des tribus amérindiennes traditionnellement chasseurs-cueilleurs. Au moment de la Grande Famine en Irlande, aux États-Unis, le journal American Farmer s'intéresse à la maladie de la pomme de terre et à son évolution, via des articles de l'European Times.
Avec le développement de la variété Russet Burbank vers 1872, l'industrie de la pomme de terre y a connu son véritable essor : en 2013 l'Idaho est le plus important producteur de pomme de terre des États-Unis (un tiers de la production du pays).

### Canada
En Nouvelle-France, la culture et la consommation de la pomme de terre, introduite en 1762 par Henri Louis Duhamel du Monceau, ne furent développées avec succès qu'en 1764 par le premier gouverneur civil du Québec James Murray, agronome de formation. Précédemment les colons néo-français ne la cultivaient pas, la considérant impropre à la consommation. Dans la période de la Guerre de Sept Ans l’Intendant François Bigot tentera d'en développer la culture en vain: les colons ne la trouvant bonne qu'à nourrir les cochons. À partir du milieu du XIXe siècle, elle se répand largement à travers le Québec avec l'arrivée massive des émigrants irlandais, chassés de leur pays par la Grande famine qui y sévit entre 1845 et 1851.

## Développement depuis leXIXesiècle

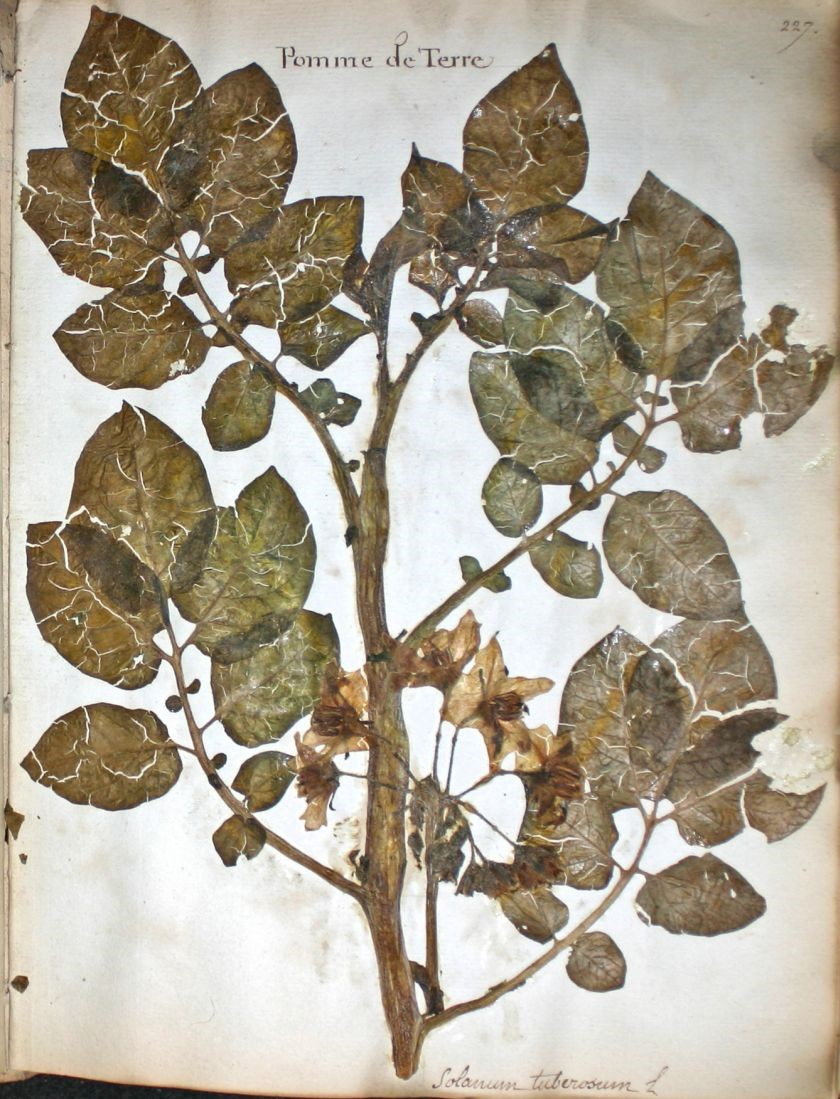
Extrait de l'herbier de Jacques Raige-Delorme, fin du XIXe siècle.

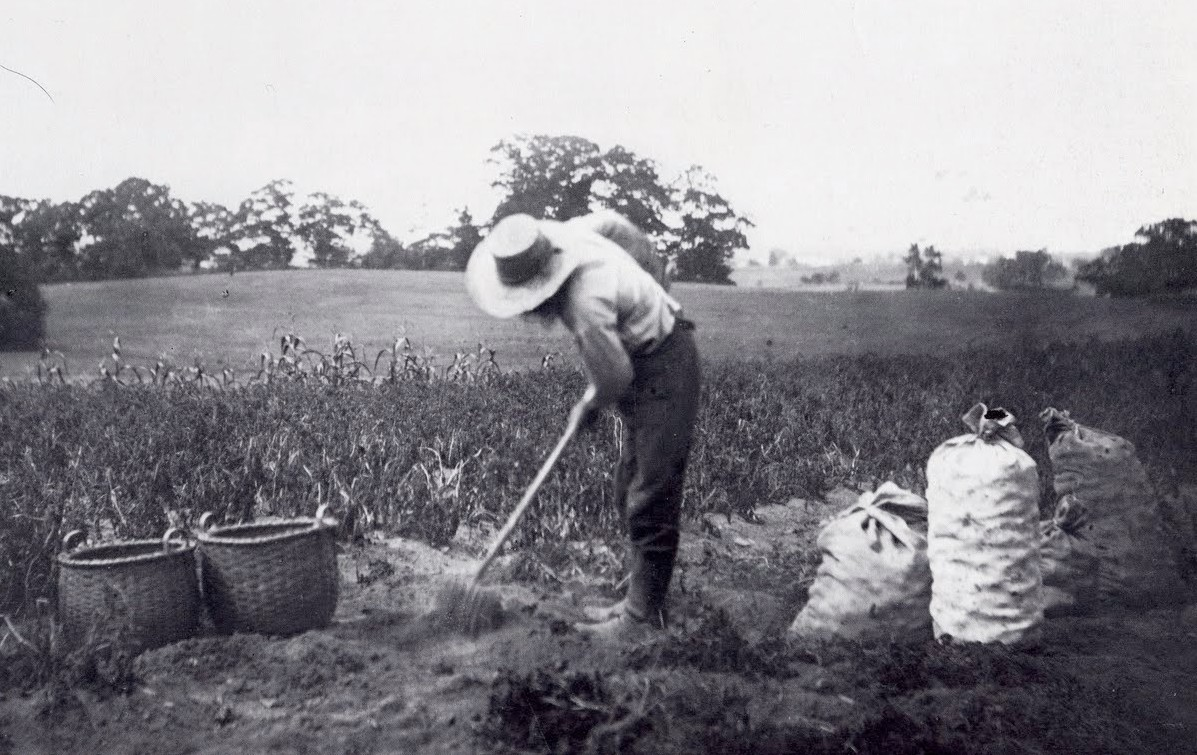
Photographie anonyme de la récolte de pommes de terre au début du XXe siècle.

Avec la Révolution industrielle, l’alimentation de population urbaine en pleine croissance devient une question capitale. La population rurale basait toujours la majeure partie de son alimentation sur ce qu’elle pouvait elle-même produire, mais pour les citadins, les fruits et les légumes frais sont des denrées rares et chères. Les pommes de terre, bon marché et se conservant relativement bien, fournissaient au plus grand nombre, outre les calories nécessaires, des oligo-éléments et des vitamines, qu’aucun autre aliment disponible ne pouvait apporter.
En 1971 le Centre international de la pomme de terre (CIP) est fondé à Lima (Pérou), dans le berceau historique de la pomme de terre. Cette institution internationale vise à améliorer la sécurité alimentaire des pays en voie de développement en misant sur l'amélioration des rendements et de la production de la pomme de terre et d'autres tubercules alimentaires.
En 1995, la NASA expérimente pour la première fois la culture de pommes de terre dans l'espace lors d'une mission de la navette spatiale Columbia.
L'Organisation des Nations unies a déclaré l'année 2008, l'année de la pomme de terre afin de « renforcer la prise de conscience du rôle clé de la pomme de terre, et de l'agriculture en général ».
En février 2016, la Chine a annoncé que la pomme de terre deviendrait son quatrième aliment de base, au même titre que le riz, le blé et le maïs.